# 613 Mitzvot

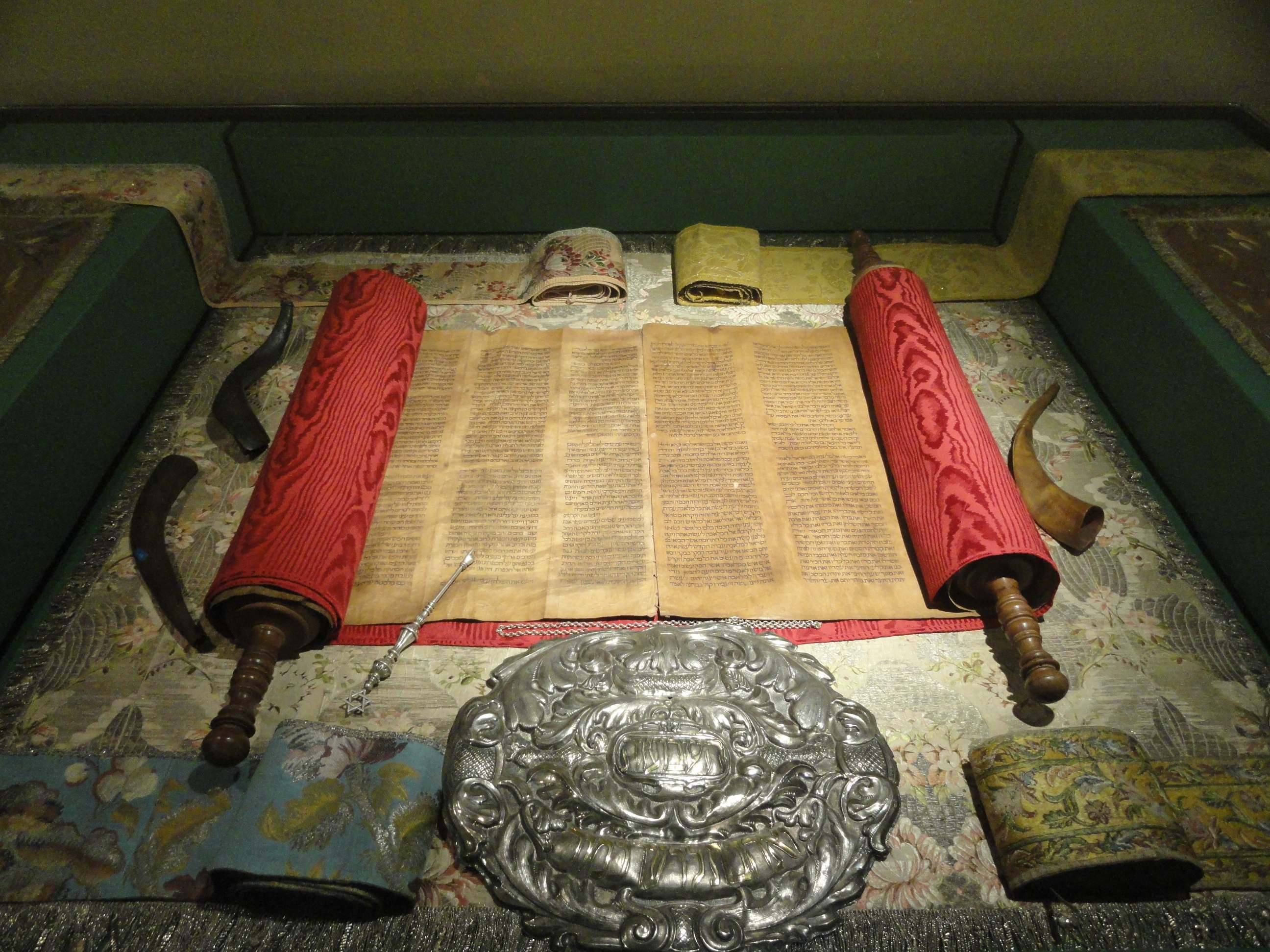
Sefer Torah, Sinagoga di Casale Monferrato, XVII secolo

Le 613 mitzvòt (in ebraico תרי"ג מצוות‎?, taryag mitzvot; la forma singolare del termine è מצוה‎, mitzvàh), o 613 precetti, sono il fulcro dell'ebraismo che è fondamentalmente uno stile di vita regolato da precetti che l'ebreo ortodosso deve seguire per adempiere al suo ruolo nel mondo.
Il Talmud (trattato Makkoth 23b) stabilisce che la Torah contiene 613 Mitzvot delle quali 248 sono מצות עשה‎ (mitzvot aseh, comandamenti positivi, obblighi) e 365 sono מצות לא תעשה‎ (mitzvot lo taaseh, comandamenti negativi, divieti): i precetti positivi obbligano a compiere una determinata azione (come ad esempio l'obbligo della circoncisione maschile); quelli negativi vietano di fare una determinata azione (come ad esempio il divieto di indossare capi composti da lana e lino insieme). Il numero di questi precetti è sicuramente carico di significati simbolici: come ci insegna la tradizione rabbinica 248 era considerato infatti il numero delle ossa del corpo umano e 365 sono notoriamente i giorni dell'anno (inoltre i legamenti che collegano tra loro le ossa); attraverso questi numeri la Torah quindi vuol dire che con le nostre 248 singole ossa dobbiamo compiere le 248 azioni prescritte e che ogni giorno dell'anno dobbiamo impegnarci a non violare i 365 precetti negativi.
Nella pratica però non tutti questi precetti sono attuabili e non tutti da tutti: alcuni necessitano dell'esistenza del Tempio di Gerusalemme, che secondo la tradizione rabbinica potrà essere ricostruito solo quando giungerà il Messia e radunerà tutte le 10 tribù disperse del popolo d'Israele, altri sono limitati ai soli uomini, altri alle donne, altri sono rivolti solo ai kohanim (i membri della famiglia sacerdotale, coloro che cioè vantano di discendere da Aronne, il fratello di Mosè).
I 613 comandamenti biblici non costituiscono il codice ufficiale dell'Halakhah attuale, sebbene siano alle volte citati.

## Il significato del numero 613
Sia il Talmud (trattato Makkoth 23b) sia un Midrash calcolano che il valore numerico (Ghematriah) della parola Torah è 611. La Torah stessa stabilisce che Mosè, ricevuta da Dio, trasmise la Torah al popolo ebraico: Una legge ci ha ordinato Mosè; un'eredità è l'assemblea di Giacobbe (Deuteronomio 33,4). Ci sono poi due comandamenti che Dio rivela direttamente al popolo ebraico: i primi due dei Dieci comandamenti posti in prima persona. La somma di 611 + 2 fornisce 613. Tuttavia, il calcolo del numero esatto dei precetti è stato calcolato anche in modi diversi. Il numero di 613 si è imposto in forza della grande autorità di Maimonide, ed è ancora oggi accettato nella grande maggioranza delle scuole rabbiniche del mondo, ma non è vicolante, e c'è ancora chi propone numeri diversi.
In diverse opere di svariati filosofi ebrei e mistici, come il Baal ha-Turim, il Maharal di Praga e i leader del giudaismo chassidico, vi sono sia allusioni sia calcoli relativi al numero dei comandamenti.
Gli tzitzit ("frange annodate") del tallit ("scialle [di preghiera]") sono connessi con i 613 comandamenti per interpretazione: il rinomato commentatore della Torah Rashi basa il numero dei nodi su una ghematria: la parola tzitzit (in ebraico ציצת‎? (biblico) e ציצית nell'ortografia mishnaica) ha il valore di 600. Ogni tassello ha otto fili (quando piegati in due) e una serie di cinque nodi, per un totale di 13. La somma di tutti i numeri è 613. Ciò riflette il concetto secondo cui indossando un indumento con tzitzit si ricordano a chi lo indossa tutti i comandamenti della Torah.
In ghematria, in ebraico תרי"ג מצוות‎? Mitzvos o Mitzvot è traslitterato con Taryag mitzvot. TaRYaG è la ghematria del numero "613".

## Testi che enumerano i comandamenti

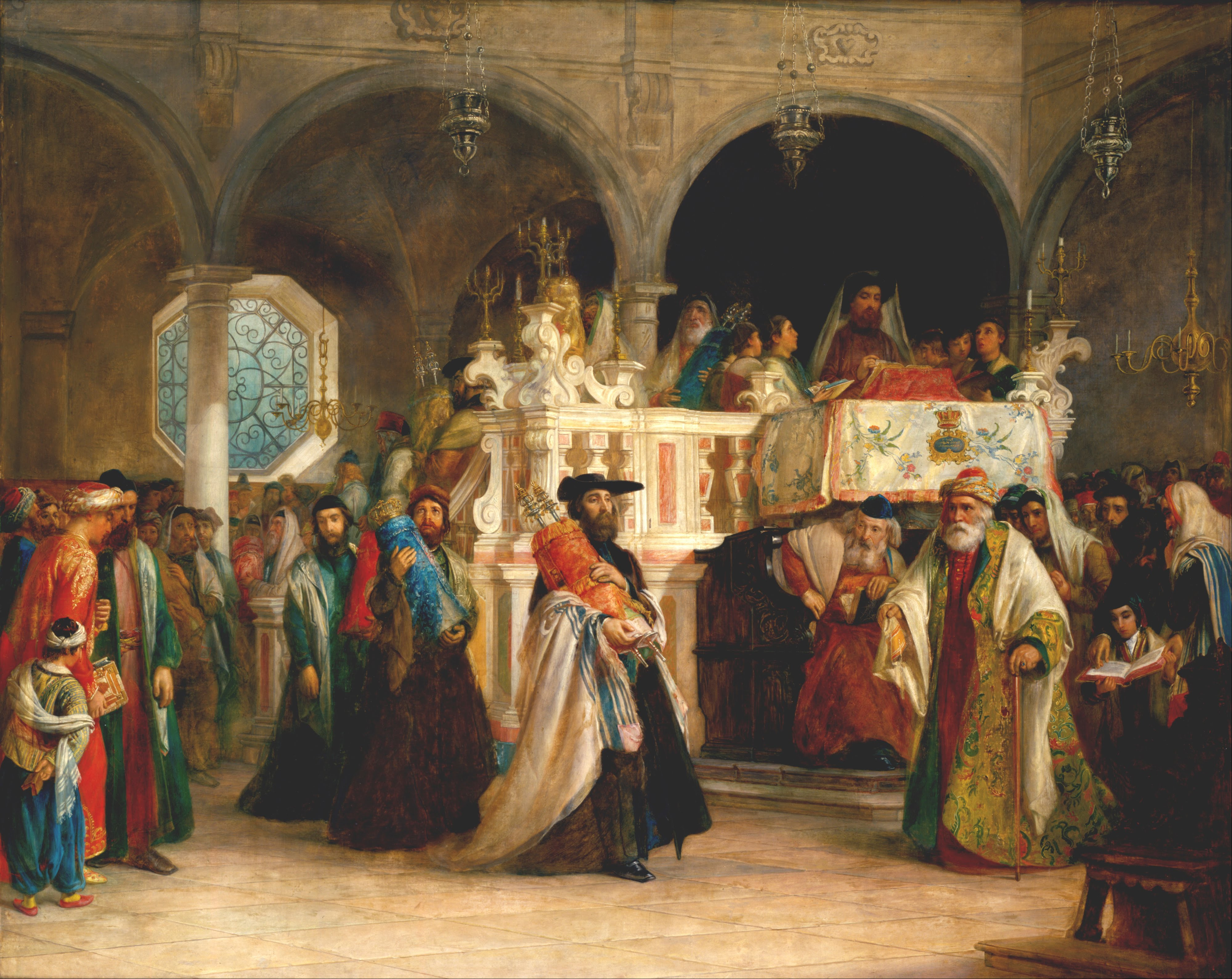
Festa della Torah nella sinagoga di Livorno (dipinto di Solomon Alexander Hart, 1850)

Nella pratica non esiste una lista definitiva e inequivocabile dei 613 precetti. Il numero delle mitzvot è certo poiché è esplicitamente detto nella Torah ma la loro identificazione è sempre stata oggetto di discussione tra i maggiori "commentatori halakhici".
L'elenco halakchico più accreditato è quello del Rambam (Mosè Maimonide) nel "Sèfer ha-Mitzvòt" ma ve ne sono altri e in alcuni punti essi sono divergenti. Per portare un esempio il Rambam ci elenca come 173° mitzvà positiva l'obbligo di nominare un Re a capo del popolo d'Israele (una volta radunate le dodici tribù di Israele) però altri commentatori dicono che non si tratta di una mitzvà ma soltanto di una possibilità accordata a Israele. Si comprende dunque l'importanza della soluzione in un verso o nell'altro ma secondo la Tradizione Rabbinica le questioni halakhiche dubbie verranno risolte dal Messia Re e legislatore, maestro di Torah.
Le difficoltà provengono dal fatto che a volte la Torah presenta le leggi collegate tutte insieme perciò è difficile sapere a quale precetto è collegata la singola legge, quale legge presenta casi diversi o se si tratta di leggi diverse. Altre volte il comandamento della Torah è riferito a una particolare azione in un determinato tempo e non è considerabile come un precetto.
Nella Letteratura rabbinica vi sono diversi commentari che hanno lo scopo di determinare quali comandamenti appartengono a questa enumerazione tra cui i più importanti sono:
- Mosè Maimonide: Sefer haMitzvot (Libro dei Comandamenti) con un commento critico di Nachmanide;
- Sefer ha-Chinuch (Libro dell'Educazione), attribuito a Rabbi Aaron ha-Levi di Barcellona (il Ra'ah);
- Sefer ha-Mitzvòth ha-Gadol (Il Grande Libro dei Comandamenti) di Rabbi Moses ben Jacob di Coucy;
- Sefer ha-Mitzvòth ha-Katan (Il Piccolo Libro dei Comandamenti) di Rabbi Isaac di Corbeil;
- Sefer Yere'im (Il Libro del Timore di Dio) di Rabbi Eliezer di Metz (non ha un elenco chiaro);
- Sefer ha-Mitzvoth di Rabbi Yisrael Meir Kagan – questo lavoro presenta soltanto comandamenti validi nel nostro tempo.

### Il lavoro di Maimonide
Il più importante tra i lavori descritti in precedenza è Sefer haMitzvot di Mosè Maimonide (Rambam). Maimonide ha lavorato molto per controllare esattamente quale dei comandamenti scritti nella Torah può essere considerato fissato rispetto ai comandi che Dio ha dato in vari punti della Torah ma che si riferiscono ad azioni particolari compiute una sola volta; per determinare l'inclusione nella lista utilizza un insieme di 14 regole (shorashim) .

#### Le 14 regole di Rambam
Per Maimonide le regole per includere o escludere nei 613 precetti la parola della Torah, sono 14:
1. Non si devono comprendere in totale le istruzioni dei rabbini
2. Non si deve comprendere quel che è ridondante
3. Non si devono contare i precetti che non siano validi per tutte le generazioni
4. Non si devono contare gli ordini collettivi che valgono per tutti i precetti
5. Non si deve considerare una motivazione che lo spiega come un precetto a sé
6. Se un passo comprende un ordine positivo e un divieto negativo bisogna separare e contare entrambi i precetti
7. Non si devono contare i particolari applicativi delle norme
8. Non bisogna considerare come divieto un precetto solo perché espresso in negativo
9. Non vale contare tutti gli ordini e i divieti in dettaglio, ma bisogna considerare gli argomenti
10. Non si devono considerare le introduzioni
11. Non si devono contare le sue componenti se esse possono essere comprese in un unico precetto
12. Non si devono contare i singoli passi di un'azione complessiva che ci viene ordinata
13. Non si deve aumentare il numero in diversi precetti solo perché lo si esegue in più giorni
14. Non è valido come precetto l'esecuzione delle punizioni per le trasgressioni ad altri precetti

Nachmanide ha fatto alcune considerazioni e ha sostituito alcuni dei punti della lista con altri.
I 613 comandamenti e la loro sorgente nella Torah secondo l'enumerazione di Maimonide: 248 mitzvot aseh positive (P) e 365 mitzvot lo ta'aseh negative (N), in buona parte ancora oggi valide (V). Lo stesso Maimonide segnalava che, tra i positivi, 60 precetti sono necessariamente obbligatori (O), di cui 46 anche per le donne (D).
Lista
- 1-1PVOD - Credi nell'esistenza del Signore. - Es. 20:2
- 2-1NV - Non amare altri dèi a parte Lui. - Es. 20:2
- 3-2PVOD - Sappi che il Signore è uno. - Deut. 6:4
- 4-3PVOD - Ama il Signore. - Deut. 6:5
- 5-4PVOD - Prova timore reverenziale verso il Signore. - Deut. 10:20
- 6-9PVOD - Santifica il suo Nome. - Lev. 22:32
- 7-63NV - Non profanare il Suo Nome - Lev. 22:32
- 8-65NV - Non distruggere oggetti e luoghi associati al Suo Nome. - Deut. 12:4
- 9-172POD - Ascolta i Profeti che parlano in Nome del Signore (e secondo la lettera della Torah). - Deut. 18:15
- 10-64NV - Non mettere alla prova i Profeti e la Sua parola attraverso di loro. - Deut. 6:16
- 11-8PVOD - Cammina sulle Sue vie. - Deut. 28:9
- 12-6PVOD - RestaGli fedele. - Deut. 10:20
- 13-206PVOD - Ama gli altri ebrei. - Lev. 19:18
- 14-207PVOD - Ama i forestieri. - Deut. 10:19
- 15-302NV - Non odiare gli altri ebrei. - Lev. 19:17
- 16-205PV - Rimprovera lealmente il tuo prossimo che si comporta male. - Lev. 19:17
- 17-303NV - Non umiliare gli altri. - Lev. 19:17
- 18-256NV - Non opprimere il debole (l'orfano, la vedova). - Es. 22:21
- 19-301NV - Non spargere calunnie riguardo al prossimo. - Lev. 19:16
- 20-304NV - Non cercare vendetta. - Lev. 19:18
- 21-305NV - Non serbare rancore. - Lev. 19:18
- 22-11PVO - Studia e insegna la Torah. - Deut. 6:7
- 23-209PVOD - Onora coloro che insegnano e conoscono la Torah. - Lev. 19:32
- 24-10NV - Non cadere nell'idolatria. - Lev. 19:4
- 25-47NV - Non seguire, in contrasto con il Signore, i desideri del tuo cuore o ciò che vedono i tuoi occhi. - Num. 15:39
- 26-60NV - Non bestemmiare. - Es. 22:27
- 27-5NV - Non inchinarti davanti agli idoli. - Es. 20:5
- 28-6NV - Non adorare gli idoli in nessun modo in cui si adora il Signore. - Es. 20:5
- 29-2NV - Non costruire idoli per te. - Es. 20:4
- 30-3NV - Non costruire idoli per gli altri. - Lev. 19:4
- 31-4NV - Non fare forme umane solo per scopi decorativi. - Es. 20:20
- 32-15NV - Non portare altre persone verso l'idolatria. - Es. 23:13
- 33-186P - Brucia le città che adorano gli idoli. - Deut. 13:17
- 34-23N - Non ricostruire le città che si sono dedite all'idolatria. - Deut. 13:17
- 35-24N - Non ricevere benefici da tali città. - Deut. 13:18
- 36-16NV - Non istigare altri ebrei ad adorare gli idoli. - Deut. 13:12
- 37-17NV - Non amare chi predica altri idoli. - Deut. 13:9
- 38-18NV - Non risparmiarti di odiare chi predica altri idoli. - Deut. 13:9
- 39-19NV - Non provare compassione verso chi predica altri idoli. - Deut. 13:9
- 40-20NV - Non dire niente in sua difesa e per sua salvezza. - Deut. 13:9
- 41-21NV - Non nascondere prove che possano incriminarlo. - Deut. 13:9
- 42-26NV - Non profetizzare in nome di altri dèi. - Deut. 13:14
- 43-28NV - Non ascoltare i falsi profeti. - Deut. 13:4
- 44-27NV - Non profetizzare falsamente nel nome del Signore. - Deut. 18:20
- 45-29N - Non avere pietà o paura dei falsi profeti. - Deut. 18:22
- 46-14NV - Non giurare a nome di altri dèi. - Es. 23:13
- 47-8NV - Non consultare gli indovini. - Lev. 19:31
- 48-9NV - Non operare profezie - Lev. 19:31
- 49-7NV - Non offrire i tuoi figli a Moloch. - Lev. 18:21
- 50-11NV - Non erigere alcuna stele in pubblico per adorare idoli. - Deut. 16:22
- 51-12NV - Non predisporre una pietra lavorata per inchinarti sopra di essa. - Lev. 26:1
- 52-13NV - Non piantare alcun albero vicino all'altare del Signore. - Deut. 16:21
- 53-185PV - Distruggi gli idoli e gli accessori per il loro culto. - Deut. 12:2
- 54-25NV - Non avere benefici dagli idoli e dai loro accessori. - Deut. 7:26
- 55-22NV - Non trarre benefici dagli ornamenti degli idoli. - Deut. 7:25
- 56-48NV - Non entrare in trattative con le sette nazioni di Canaan. - Es. 23:32
- 57-50NV - Non fare grazia agli idolatri. - Deut. 7:2
- 58-51N - Non permettere loro di abitare nel tuo paese. - Es. 23:33
- 59-30NV - Non imitare le loro abitudini e il loro abbigliamento. - Lev. 20:23
- 60-32NV - Non essere superstizioso. - Lev. 19:26
- 61-31NV - Non entrare in trance per prevedere il futuro e cose simili - Deut. 18:10
- 62-33NV - Non dedicarti all'astrologia. - Lev. 19:26
- 63-35NV - Non fare incantesimi. - Deut. 18:10
- 64-38NV - Non tentare di metterti in contatto con i morti (negromanzia). - Deut. 18:11
- 65-36NV - Non consultare medium. - Deut. 18:11
- 66-37NV - Non consultare gli spiriti. - Deut. 18:11
- 67-34NV - Non compiere atti di magia. - Deut. 18:10
- 68-43NV - L'uomo non si tagli i capelli ai lati della testa. - Lev. 19:27
- 69-44NV - L'uomo non si rada gli angoli della barba con una lama. - Lev. 19:27
- 70-40NV - L'uomo non si vesta da donna. - Deut. 22:5
- 71-39NV - La donna non si vesta da uomo. - Deut. 22:5
- 72-41NV - Non tatuarti la pelle. - Lev. 19:28
- 73-45NV - Non sfregiarti la pelle in segno di lutto. - Deut. 14:1
- 74-171NV - Non strapparti i capelli in segno di lutto. - Deut. 14:1
- 75-73PVOD - Prova pentimento e ammetti il peccato compiuto. - Num. 5:7
- 76-10PVO - Recita lo shemà ogni sera e ogni mattina. - Deut. 6:7
- 77-5PVOD - Presta culto al Signore. - Es. 23:25
- 78-26PVO - Il Sacerdote benedica ogni giorno la nazione degli Ebrei. - Num. 6:23
- 79-13PVO - Indossa i filatteri (Tefillin) sul capo. - Deut. 6:8
- 80-12PVO - Indossa i filatteri sul braccio. - Deut. 6:8
- 81-15PVOD - Metti una mezuzzah sugli stipiti della porta. - Deut. 6:9
- 82-18PVO - Ogni ebreo scriva un rotolo (Sefer) della Torah. - Deut. 31:19
- 83-17P - Il re scriva un rotolo della Torah da se stesso. - Deut. 17:18
- 84-14PVO - Applica gli tzitzit (frange) ai vestiti che hanno quattro angoli (incluso il talled). - Num. 15:38
- 85-19PVOD - Benedici il Signore dopo avere mangiato. - Deut. 8:10
- 86-215PVO - Circoncidi tutti i maschi otto giorni dopo la loro nascita. - Gen. 17:10; Lev. 12:3
- 87-154PVOD - Riposati il settimo giorno (Shabbat). - Es. 23:12
- 88-320NV - Non lavorare il settimo giorno. - Es. 20:10
- 89-322N - Non infliggere punizioni nel giorno di Shabbat. - Es.. 35:3
- 90-321NV - Non uscire dai confini della città nel giorno di Shabbat. - Es. 16:29
- 91-155PVOD - Santifica il sabato con il Kiddush e la Havdalah. - Es. 20:8
- 92-165PVOD - Riposati durante il giorno d'espiazione (Yom Kippur). - Lev. 23:32
- 93-329NV - Non lavorare nel giorno dello Yom Kippur. - Lev. 23:32
- 94-164PVOD - Fai costrizione nel giorno dello Yom Kippur. - Lev. 16:29
- 95-196NV - Non bere né mangiare nel giorno dello Yom Kippur. - Lev. 23:29
- 96-159PVOD - Riposati nel primo giorno della Pasqua (Pesach). - Lev. 23:7
- 97-323NV - Non lavorare nel primo giorno di Pesach. - Lev. 23:8
- 98-160PVOD - Riposati nel settimo giorno di Pesach. - Lev. 23:8
- 99-324NV - Non lavorare nel settimo giorno di Pesach. - Lev. 23:8
- 100-162PVOD - Riposati durante la Festa della mietitura (Shavuot). - Lev. 23:21
- 101-325NV - Non lavorare durante lo Shavuot. - Lev. 23:21
- 102-163PVOD - Riposati durante il Capodanno (Rosh haShana). - Lev. 23:24
- 103-326NV - Non lavorare durante Rosh haShana. - Lev. 23:25
- 104-166PVOD - Riposati nel primo giorno della festa delle capanne (Sukot). - Lev. 23:35
- 105-327NV - Non lavorare nel primo giorno di Sukot. - Lev. 23:35
- 106-167PVOD - Riposati durante lo Shmini Atzeret (ottavo giorno di Sukot). - Lev. 23:36
- 107-328NV - Non lavorare durante lo Shemini Atzeret. - Lev. 23:36
- 108-199NV - Non mangiare pane lievitato la sera del 14 di Nisan (vigilia di Pesach). - Deut. 16:3
- 109-156PVOD - Distruggi ogni traccia di pane lievitato il giorno 14 di Nisan. - Es. 12:15
- 110-197NV - Non mangiare pane lievitato durante tutti i sette giorni di Pesach. - Es. 13:3
- 111-198NV - Non mangiare qualsiasi cosa lievitata durante tutti i sette giorni di Pesach. - Es. 12:20
- 112-200NV - Non tenere visibile presso di te cose lievitate in quei sette giorni. - Es. 13:7
- 113-201NV - Non possedere pane lievitato in quei sette giorni. - Es. 12:19
- 114-158PV - Mangia mazzà la sera di Pesach. - Es. 12:18
- 115-157PVOD - Narra il racconto dell'uscita dall'Egitto la sera della vigilia di Pesach. - Es. 13:8
- 116-170PVO - Ascolta lo Shofar nel primo giorno di Tishri (Rosh haShana). - Num. 29:1
- 117-168PVO - Abita nelle capanne durante i sette giorni del Sukot. - Lev. 23:42
- 118-169PVO - Prendi durante quei sette giorni un ramo o un frutto delle quattro specie: palma (Lulav), cedro (Etrog), mirto (Hadas) e salice (Aravot). - Lev. 23:40
- 119-171P - Ognuno dia ogni anno mezzo siclo al Santuario. - Es. 30:13
- 120-153P - I Sacerdoti ogni anno effettuino i calcoli utili a capire quando inizia un nuovo mese. - Es. 12:2
- 121-59P - In tempo di guerra, suonino le trombe con squilli d'acclamazione, per essere ricordati davanti al Signore. - Num. 10:9
- 122-213PVO - Contrai matrimonio secondo ketubah e kiddushin. - Deut. 22:13
- 123-355NV - Non avere rapporti sessuali con una donna prima del matrimonio. - Deut. 23:18
- 124-262N - Non agire con frode verso di lei. - Es. 21:10
- 125-212PVO - Sii fertile e abbi figli. - Gen. 1:28
- 126-222PV - In caso di divorzio, scrivi un atto di ripudio. - Deut. 24:1
- 127-356NV - Un divorziato non si risposi con la propria moglie se lei nel frattempo è stata sposata con un altro. - Deut. 24:4
- 128-216PV - L'uomo sposi la vedova del proprio fratello se questa è senza figli (Levirato). - Deut. 25:5
- 129-217PV - Se il fratello non vuole sposare la vedova senza figli del proprio fratello si faccia la cerimonia della chalitzah per permetterle di sposare altri. - Deut. 25:9
- 130-357NV - La vedova senza figli non si risposi fino a quando non saranno risolti i legami con i fratelli del marito. - Deut. 25:5
- 131-220P - Chi seduce una vergine non ancora fidanzata le paghi la dote nuziale o, se il padre di lei non acconsente, una somma pari alla dote nuziale. - Es. 22:15-16
- 132-218PV - Chi seduce una vergine si senta obbligato a sposarla (se lei è d'accordo). - Deut. 22:29
- 133-358NV - Non ripudiare la donna che hai costretto a sposarti. - Deut. 22:29
- 134-219PV - Il marito che sospetti ingiustamente la moglie d'infedeltà le resti sposato. - Deut. 22:19
- 135-359NV - Non si divorzi da una moglie accusata ingiustamente di infedeltà. - Deut. 22:19
- 136-223PV - Adempi alle leggi della Sotah (il marito che sospetta adulterio torni contrito alla moglie quando lei ha provato fedeltà). - Num. 5:30
- 137-104N - Non mettere olio nell'offerta della Sotah. - Num. 5:15
- 138-105N - Non mettere incenso nell'offerta della Sotah. - Num. 5:15
- 139-330NV - Non avere relazioni sessuali con tua madre. - Lev. 18:7
- 140-331NV - Non avere relazioni sessuali con la moglie di tuo padre, anche se non è tua madre. - Lev. 18:8
- 141-332NV - Non avere relazioni sessuali con tua sorella. - Lev. 18:9
- 142-333NV - Non avere relazioni sessuali con la figlia della moglie di tuo padre (sorellastra). - Lev. 18:11
- 143-334NV - Non avere relazioni sessuali con la figlia di tuo figlio (nipote). - Lev. 18:10
- 144-336NV - Non avere relazioni sessuali con tua figlia. - Lev. 18:10
- 145-335NV - Non avere relazioni sessuali con la figlia di tua figlia. - Lev. 18:10
- 146-337NV - Non avere relazioni sessuali con una donna e la figlia di lei. - Lev. 18:17
- 147-338NV - Non avere relazioni sessuali con una donna e la figlia di suo figlio (sua nipote). - Lev. 18:17
- 148-339NV - Non avere relazioni sessuali con una donna e la figlia della sua figlia. - Lev. 18:17
- 149-340NV - Non avere relazioni sessuali con la sorella di tuo padre (zia). - Lev. 18:12
- 150-341NV - Non avere relazioni sessuali con la sorella di tua madre (zia). - Lev. 18:13
- 151-342NV - Non avere relazioni sessuali con la moglie del fratello di tuo padre (zia). - Lev. 18:14
- 152-343NV - Non avere relazioni sessuali con la moglie di tuo figlio (nuora). - Lev. 18:15
- 153-344NV - Non avere relazioni sessuali con la moglie di tuo fratello (cognata). - Lev. 18:16
- 154-345NV - Non avere relazioni sessuali con la sorella di tua moglie (quando entrambi viventi). - Lev. 18:18
- 155-348NV - L'uomo non abbia rapporti sessuali con le bestie. - Lev. 18:23
- 156-349NV - La donna non abbia rapporti sessuali con le bestie. - Lev. 18:23
- 157-350NV - Non avere relazioni omosessuali. - Lev. 18:22
- 158-351NV - Non avere relazioni omosessuali con tuo padre. - Lev. 18:7
- 159-352NV - Non avere relazioni omosessuali con il fratello di tuo padre (zio). - Lev. 18:14
- 160-347NV - Non avere relazioni sessuali con una donna sposata ad altri. - Lev. 18:20
- 161-346NV - Non avere relazioni sessuali con una donna in periodo mestruale. - Lev. 18:19
- 162-52NV - Non sposarti con chi non è ebreo. - Deut. 7:3
- 163-53N - Non permettere a un Moabita o a un Ammonita di prendere moglie tra gli ebrei. - Deut. 23:4
- 164-55NV - Non vietare all'egiziano convertito della terza generazione di prendere moglie tra il popolo ebreo. - Deut. 23:8-9
- 165-54NV - Non impedire all'idumeo convertito della terza generazione di prendere moglie tra il popolo ebreo. - Deut. 23:8-9
- 166-354NV - Non permettere a un bastardo (mamzer) di prendere moglie tra il popolo ebreo. - Deut. 23:3
- 167-360NV - Non permettere a un eunuco di prendere moglie tra il popolo ebreo. - Deut. 23:2
- 168-361NV - Non castrare nessun maschio (compresi gli animali). - Lev. 22:24
- 169-161N - Il Sacerdote non sposi una vedova. - Lev. 21:14
- 170-162N - Il Sacerdote non abbia relazioni sessuali né con vedove, né con divorziate. - Lev. 21:15
- 171-38P - Il Sacerdote sposi una vergine. - Lev. 21:13
- 172-160NV - Il Sacerdote non sposi una divorziata. - Lev. 21:7
- 173-158NV - Il Sacerdote non sposi una prostituta. - Lev. 21:7
- 174-159NV - Il Sacerdote non sposi una donna disonorata. - Lev. 21:7
- 175-353NV - Non accostarti per aver piacere sessuale a una consanguinea. - Lev. 18:6
- 176-149PVOD - Esamina i segni degli animali per valutare se sono kasher o non kasher. - Lev. 11:2
- 177-150PVOD - Esamina i segni dei volatili per valutare se è kasher o non kasher. - Deut. 14:11
- 178-152PVOD - Esamina i segni dei pesci per valutare se sono kasher o non kasher. - Lev. 11:9
- 179-151PV - Esamina i segni degli insetti per valutare se sono kasher o non kasher. - Lev. 11:21
- 180-172NV - Non mangiare animali non kasher. - Lev. 11:4
- 181-174NV - Non mangiare volatili non casher. - Lev. 11:13
- 182-173NV - Non mangiare pesci non casher. - Lev. 11:11
- 183-175NV - Non mangiare insetti volanti non casher. - Deut. 14:19
- 184-177NV - Non mangiare creature che strisciano sulla terra. - Lev. 11:41
- 185-176NV - Non mangiare larve. - Lev. 11:44
- 186-178NV - Non mangiare vermi trovati nei frutti della terra. - Lev. 11:42
- 187-179NV - Non mangiare creature che vivono nell'acqua e non sono pesci. - Lev. 11:43
- 188-180NV - Non mangiare la carne di animali che sono morti in maniera diversa dalla macellazione rituale. - Deut. 14:21
- 189-188N - Non mangiare carne di un animale che abbia ucciso una persona. - Es. 21:28
- 190-181NV - Non mangiare la carne di animali feriti a morte. - Es. 22:30
- 191-182NV - Non mangiare parti di animali strappati ad animali ancora viventi. - Deut. 12:23
- 192-184NV - Non mangiare sangue. - Lev. 3:17
- 193-185NV - Non mangiare parti grasse di animali puri. - Lev. 3:17
- 194-183NV - Non mangiare il nervo sciatico. - Gen. 32:33
- 195-187NV - Non mangiare carne e latte cotti insieme. - Es. 23:19
- 196-186NV - Non cuocere carne e latte insieme. - Es. 34:26
- 197-189NV - Non mangiare pane ottenuto da grano fresco prima dell'offerta di un omer dovuta nel secondo giorno di Pesach. - Lev. 23:14
- 198-190NV - Non mangiare grano abbrustolito prima dell'offerta di omer. - Lev. 23:14
- 199-191NV - Non mangiare grano appena maturato prima dell'offerta di omer. - Lev. 23:14
- 200-192NV - Non mangiare i frutti di alberi che non siano piantati da almeno tre anni. - Lev. 19:23
- 201-193NV - Non mangiare frutti di semi differenti piantati in una stessa vigna (in Israele). - Deut. 22:9
- 202-153N - Non mangiare i prodotti dai quali non siano state sottratte le decime. - Lev. 22:15
- 203-194NV - Non mangiare o bere alcunché che sia stato offerto in sacrificio agli idoli. - Deut. 32:38
- 204-146PVOD - Macella in maniera rituale un animale prima di mangiarlo. - Deut. 12:21
- 205-101NV - Non macellare un animale e i suoi figli lo stesso giorno. - Lev. 22:28
- 206-147PVOD - Ricopri con la terra il sangue di un animale macellato. - Lev. 17:13
- 207-306NV - Se trovi un nido con uccellini o uova non staccare la madre dai propri figli. - Deut. 22:6
- 208-148PV - Manda via la madre prima di svuotarle il nido. - Deut. 22:7
- 209-61NV - Non giurare il falso in Nome del Signore. - Lev. 19:12
- 210-62NV - Non nominare il Nome del Signore invano. - Es. 20:7
- 211-244NV - Non rubare. - Lev. 19:11
- 212-249NV - Non negare giurando di avere ricevuto un prestito monetario. - Lev. 19:11
- 213-7PVOD - Giura nel Suo Nome solo per confermare la verità quando richiesto da una corte. - Deut. 10:20
- 214-94PVOD - Mantieni quanto promesso e quanto dichiarato dalla tua bocca. - Deut. 23:24
- 215-157NV - Non rompere giuramenti o voti. - Num. 30:3
- 216-95PV - Per annullare un giuramento o un voto rispetta le leggi di annullamento specifiche della Torah. - Num. 30:3
- 217-92PV - Chi ha fatto voto di Nazireato lasci crescere i propri capelli. - Num. 6:5
- 218-209NV - Non si rada barba e capelli prima di aver svolto il suo periodo di Nazireato. - Num. 6:5
- 219-202NV - Il nazireo non beva vino, aceto o liquori ottenuti dall'uva. - Num. 6:3
- 220-203NV - Non mangi uva fresca. - Num. 6:3
- 221-204NV - Non mangi uva passa. - Num. 6:3
- 222-205NV - Non mangi semi di uva. - Num. 6:4
- 223-206NV - Non mangi la buccia dell'uva. - Num. 6:4
- 224-208NV - Non stia sotto lo stesso tetto di un defunto. - Num. 6:6
- 225-207NV - Non entri in contatto con un cadavere. - Num. 6:7
- 226-93P - Alla fine del voto, il nazireo tagli i capelli e presenti le offerte prescritte. - Num. 6:9
- 227-114PV - Valuta il valore delle persone secondo quanto è scritto nella Torah. - Lev. 27:2
- 228-115PV - Valuta il valore degli animali consacrati. - Lev. 27:12
- 229-116P - Valuta il valore delle case consacrate. - Lev. 27:14
- 230-117P - Valuta il valore dei campi consacrati. - Lev. 27:16
- 231-145PV - Rispetta le leggi sul voto di sterminio (cherem). - Lev. 27:28
- 232-110NV - Non vendere ciò che è stato consacrato secondo il cherem. - Lev. 27:28
- 233-111NV - Non riscattare ciò che è stato consacrato secondo il cherem. - Lev. 27:28
- 234-215NV - Non piantare insieme semi di due specie diverse (in Israele). - Lev. 19:19
- 235-216NV - Non piantare in una vigna una miscela di semi diversi. - Deut. 22:9
- 236-217NV - Non accoppiare bestie di specie differenti. - Lev. 19:19
- 237-218NV - Non far lavorare insieme animali differenti allo stesso giogo. - Deut. 22:10
- 238-42NV - Non indossare vestiti fatti di lana e lino insieme. - Deut. 22:11
- 239-120P - Lascia un angolo del campo non raccolto per i poveri. - Lev. 19:10
- 240-210N - Non mietere ai margini del tuo campo. - Lev. 19:9
- 241-121P - Lascia al povero e allo straniero i fasci di spighe caduti. - Lev. 19:9
- 242-211N - Non raccogliere la spigolatura. - Lev. 19:9
- 243-123P - Lascia al povero e allo straniero i racimoli di una vigna. - Lev. 19:10
- 244-212N - Non raccogliere i racimoli di una vigna. - Lev. 19:10
- 245-124P - Lascia gli acini caduti dell'uva dopo la vendemmia. - Lev. 19:10
- 246-213N - Non raccogliere gli acini caduti dell'uva. - Lev. 19:10
- 247-122PV - Lascia i covoni dimenticati nel campo. - Deut. 24:19
- 248-214NV - Non tornare a riprendere i prodotti che hai dimenticato nel campo. - Deut. 24:19
- 249-130P - Separa le decime per i poveri ogni terzo e sesto anno del ciclo settennale. - Deut. 14:28
- 250-195PVOD - Fai la carità (tzedakà). - Deut. 15:8
- 251-232NV - Non trattenere la carità per i poveri. - Deut. 15:7
- 252-125P - Riserva al Sacerdote le primizie del tuo frumento, del tuo mosto e del tuo olio e le primizie della tosatura delle tue pecore (terumà gedula) - Es. 23:19; Deut. 18:4
- 253-129P - I Leviti mettano da parte per il Sacerdote la decima parte della decima ricevuta. - Num. 18:26
- 254-154NV - Non ritardare l'offerta da ciò che riempie il tuo granaio e stilla dal tuo frantoio. - Es. 22:28
- 255-133N - Nessuno oltre il Sacerdote potrà mangiare le primizie consacrate al Signore. - Lev. 22:10
- 256-134N - Né l'ospite del Sacerdote, né un suo salariato possono mangiare cose consacrate. - Lev. 22:10
- 257-135N - Neanche il Sacerdote non circonciso mangia cose consacrate. - Es. 12:48
- 258-136N - Il Sacerdote impuro non può mangiare cose consacrate. - Lev. 22:4
- 259-137N - La figlia del Sacerdote sposata con un estraneo (chalalah) non può mangiare cose consacrate. - Lev. 22:12
- 260-127P - Metti da parte ogni anno la decima parte di quanto piantato nell'anno (ma'aser) per darla ai Leviti. - Num. 18:24
- 261-128P - Metti da parte la decima parte di quanto prodotto nel terzo anno dalla tua semente. - Deut. 14:22
- 262-152N - Non mangiare durante il lutto, né togli nulla quando sei immondo e non dare nulla per un cadavere. - Deut. 26:14
- 263-150N - Non mangiare la decima triennale se sei impuro. - Deut. 26:14
- 264-151N - Non mangiare la decima triennale durante il lutto stretto. - Deut. 26:14
- 265-141N - Non mangiare le decime di frumento al di fuori di Gerusalemme. - Deut. 12:17
- 266-142N - Non mangiare le decime dei prodotti della vigna al di fuori di Gerusalemme. - Deut. 12:17
- 267-143N - Non mangiare le decime dell'olio al di fuori di Gerusalemme. - Deut. 12:17
- 268-119P - Ogni quattro anni tutti i frutti siano consacrati come offerta. - Lev. 19:24
- 269-131P - Dichiara al Signore al quarto e al settimo anno quanto hai prelevato con le decime. - Deut. 26:13
- 270-126P - Metti da parte i primi frutti raccolti e portali al Sacerdote, al Tempio. - Deut. 18:4
- 271-144N - Il Sacerdote non mangi i primi frutti al di fuori di Gerusalemme. - Deut. 12:17
- 272-132P - Leggi la sezione di Torah opportuna durante l'offerta delle primizie. - Deut. 26:5
- 273-133P - Aggiungi una focaccia per offrirla al Sacerdote. - Num. 15:20
- 274-143PVOD - Dài la spalla, le mascelle e lo stomaco degli animali macellati al Sacerdote. - Deut. 18:3
- 275-144P - Dona le primizie della tosatura al Sacerdote. - Deut. 18:4
- 276-80P - Riscatta il tuo primogenito offrendo dei soldi al Sacerdote. - Num. 18:15
- 277-81PV - Riscatta il primogenito dell'asina dando del bestiame minuto al Sacerdote. - Es. 13:13
- 278-82PV - Spezza il collo dell'asino primogenito che non intendi riscattare. - Es. 13:13
- 279-135PV - Fai riposare la terra durante il settimo anno (anno sabbatico) non facendo nessun lavoro che ne permetta lo sviluppo. - Es. 34:21
- 280-220NV - Non lavorare la terra durante il settimo anno. - Lev. 25:4
- 281-223N - Non raccogliere dagli alberi che producono frutti durante il settimo anno. - Lev. 25:4
- 282-222NV - Non mietere quello che si svilupperà in maniera spontanea in quell'anno. - Lev. 25:5
- 283-221NV - Non vendemmiare l'uva della vigna che si sarà sviluppata in quell'anno. - Lev. 25:5
- 284-134P - Permetti a tutti i prodotti della terra di crescere liberamente nell'anno sabbatico. - Es. 23:11
- 285-230NV - Non esigere i crediti durante il settimo anno. - Deut. 15:2
- 286-141PV - Nell'anno sabbatico rinuncia ai tuoi crediti. - Deut. 15:2
- 287-231NV - Non astenerti dal prestare immediatamente prima del settimo anno per timore di perdere i soldi. - Deut. 15:9
- 288-140P - Il Sinedrio conti sette cicli di sette anni per stabilire il giubileo. - Lev. 25:8
- 289-136P - Il Sinedrio santifichi il cinquantesimo anno. - Lev. 25:10
- 290-137P - Suona lo Shofar il decimo giorno di Tishri (giorno di Yom Kippur), nell'anno del giubileo, per liberare gli schiavi. - Lev. 25:9
- 291-224N - Non lavorare la terra durante il cinquantesimo anno. - Lev. 25:11
- 292-225N - Non raccogliere quello che si svilupperà in maniera spontanea nel cinquantesimo anno. - Lev. 25:11
- 293-226N - Non vendemmiare l'uva della vigna che si sviluppa durante il giubileo. - Lev. 25:11
- 294-138P - Si permettano leggi per riscattare le proprietà rurali durante il cinquantesimo anno. - Lev. 25:24
- 295-227N - Non vendere la terra in Israele durante il giubileo. - Lev. 25:23
- 296-139P - Si permettano entro un anno dal giubileo leggi per riscattare le case familiari in città con mura. - Lev. 25:29
- 297-169N - La Tribù di Levi non possieda terra in Israele. - Deut. 18:1
- 298-170N - I Leviti non prendano alcuna parte del bottino di guerra. - Deut. 18:1
- 299-183P - Si diano ai Leviti città da abitare con campi attorno. - Num. 35:2
- 300-228N - Non vendere i campi delle città levitiche, resteranno ai Leviti sia prima sia dopo l'anno giubilare. - Lev. 25:34
- 301-20P - Costruisci un Santuario. - Es. 25:8
- 302-79N - Non costruire altari con pietre ottenute con utensili metallici. - Es. 20:23
- 303-80N - Non salire gradini per arrivare all'altare. - Es. 20:26
- 304-21PV - Abbi rispetto del Tempio. - Lev. 19:30
- 305-22P - Custodisci la zona del Tempio. - Num. 18:2
- 306-67N - Non lasciare incustodita l'area del Tempio. - Num. 18:5
- 307-35P - Si tenga pronto l'olio per le unzioni sacre. - Es. 30:25,31
- 308-83NV - Non riprodurre l'olio per le unzioni sacre. - Es. 30:32
- 309-84NV - Non versare sul corpo di un uomo l'olio per le unzioni sacre. - Es. 30:32
- 310-85NV - Non riprodurre la formula dell'incenso per uso personale. - Es. 30:37
- 311-82N - Non bruciare altro che incenso sull'altare. - Es. 30:9
- 312-34P - I Leviti trasportino l'arca Santa sulle proprie spalle - Num. 7:9
- 313-86N - Non rimuovere le doghe dall'arca. - Es. 25:15
- 314-23P - I Leviti prestino servizio nel Tempio. - Num. 18:23
- 315-72N - Un Levita non faccia il lavoro di un Sacerdote e viceversa. - Num. 18:3
- 316-32PVOD - Si consideri il Sacerdote come Santo, perché egli offre il pane del tuo Dio. - Lev. 21:8
- 317-36P - I Sacerdoti tengano turni per il servizio al Signore. - Deut. 18:6
- 318-33P - I Sacerdoti indossino i loro abiti sacerdotali durante il servizio al Tempio - Es. 28:2
- 319-88N - Non stracciare i paramenti sacerdotali - Es. 28:32
- 320-87N - Il pettorale non venga allontanato dall'Efod (abito dei Leviti). - Es. 28:28
- 321-73N - Un Sacerdote non entri nel Tempio ubriaco - Lev. 10:9
- 322-163N - Il Sacerdote non entri nel Tempio con i capelli incolti. - Lev. 10:6
- 323-164N - Il Sacerdote non entri nel Tempio con gli abiti lacerati. - Lev. 10:6
- 324-68N - Un Sacerdote entri nel Tempio solo nei momenti opportuni - Lev. 16:2
- 325-165N - Il Sacerdote non lasci il Tempio durante il servizio. - Lev. 10:7
- 326-31PV - Si allontani l'impuro dal Tempio. - Num. 5:2
- 327-77NV - Le persone impure non accedano al Tempio. - Num. 5:3
- 328-78NV - Le persone impure non accedano al campo del Leviti e nell'area del Monte del Tempio. - Deut. 23:11
- 329-75N - I Sacerdoti ritualmente impuri non servano al Tempio. - Lev. 22:2
- 330-76N - Un Sacerdote impuro, dopo l'immersione rituale, attenda fin dopo il tramonto per tornare al servizio. - Lev. 22:7
- 331-24P - Un Sacerdote si lavi le mani e i piedi prima del servizio - Es. 30:19
- 332-69N - Un Sacerdote con un'imperfezione fisica non si avvicini all'altare. - Lev. 21:23
- 333-70N - Un Sacerdote con un'imperfezione non presti servizio. - Lev. 21:17
- 334-71N - Un Sacerdote con un'imperfezione temporanea non presti servizio - Lev. 21:17
- 335-74N - Chi non è Sacerdote non presti servizio. - Num. 18:4
- 336-61P - Sacrifica solamente animali privi di imperfezioni. - Lev. 22:21
- 337-91NV - Non sacrificare un animale imperfetto sull'altare. - Lev. 22:20
- 338-92N - Non macellarlo in modo rituale. - Lev. 22:22
- 339-93N - Non aspergere il suo sangue sull'altare. - Lev. 22:24
- 340-94N - Non bruciare il suo grasso sull'altare. - Lev. 22:22
- 341-95N - Non sacrificare un animale con un'imperfezione temporanea. - Deut. 17:1
- 342-96N - Non sacrificare animali imperfetti, anche se offerti da non ebrei. - Lev. 22:25
- 343-97NV - Non causare ferite ad animali offerti in sacrificio. - Lev. 22:21
- 344-86P - Riscatta un animale che sia stato escluso dal sacrificio. - Deut. 12:15
- 345-60P - Sacrifica solo animali che abbiano almeno 8 giorni. - Lev. 22:27
- 346-100N - Non portare in dono il compenso di una prostituta né il ricavato per la vendita di un cane. - Deut. 23:19
- 347-98N - Non bruciare miele o lievito sull'altare. - Lev. 2:11
- 348-62P - Porta il sale con i sacrifici in offerta. - Lev. 2:13
- 349-99N - Non omettere la salatura dai sacrifici. - Lev. 2:13
- 350-63P - Esegui la procedura dell'incenerimento dei sacrifici secondo le prescrizioni della Torah. - Lev. 1:3
- 351-146N - Non si mangi la carne da bruciare in sacrificio - Deut. 12:17
- 352-64P - Immola la vittima per il peccato (sacrificio chiamato chattat). - Lev. 6:18
- 353-139N - Non mangiare la vittima immolata per il sacrificio espiatorio. - Lev. 6:23
- 354-112N - Non decapitare il volatile offerto come sacrificio espiatorio. - Lev. 5:8
- 355-65P - Rispetta la legge per il sacrificio espiatorio (asham). - Lev. 7:1
- 356-89P - I Sacerdoti mangino la carne sacrificale all'interno del Tempio. - Es. 29:33
- 357-145N - Il Sacerdote non mangi la carne sacrificale al di fuori dei confini del Tempio. - Deut. 12:17
- 358-149N - Chi non è Sacerdote non mangi nessun cibo sacrificale. - Es. 29:33
- 359-66P - Rispetta la legge per l'offerta di pace (shelamim). - Lev. 7:11
- 360-147N - Non mangiare la carne dei sacrifici minori prima di averne versato il sangue. - Deut. 12:17
- 361-67P - Porta pasti in offerta come prescritto dalla Torah - Lev. 2:1
- 362-102N - Non mettere l'olio nelle offerte di cibo per una trasgressione involontaria. - Lev. 5:11
- 363-103N - Non mettere l'incenso nelle offerte di cibo per una trasgressione involontaria. - Lev. 5:11
- 364-138N - Non mangiare le offerte che devono essere bruciate dal Sacerdote. - Lev. 6:16
- 365-124N - Non offrire in sacrificio cibi lievitati. - Lev. 6:10
- 366-88P - I Sacerdoti mangino ciò che rimane dei pasti offerti. - Lev. 6:9
- 367-83P - Cerca il Signore nella sua dimora, stabilisciti nel Suo nome e solo a Lui presenta i tuoi olocausti e i tuoi sacrifici. - Deut. 12:5-6
- 368-155NV - Non tardare a soddisfare un voto fatto al Signore. - Deut. 23:22
- 369-84P - Offri tutti i sacrifici solo nel Tempio. - Deut. 12:14
- 370-85P - Se fuori d'Israele, porta i sacrifici nel luogo scelto dal Signore. - Deut. 12:26
- 371-90N - Non consumare sacrifici senza presentarli all'ingresso della dimora del Signore. - Lev. 17:4
- 372-89NV - Non offrire i tuoi sacrifici in un luogo qualsiasi. - Deut. 12:13
- 373-39P - Si offrano due agnelli ogni giorno. - Num. 28:3
- 374-29P - Si tenga sempre accesa una luce sull'altare. - Lev. 6:6
- 375-81N - Non spegnere mai la fiamma sull'altare. - Lev. 6:6
- 376-30P - Il Sacerdote rimuova la cenere dall'altare tutti i giorni. - Lev. 6:3
- 377-28P - Il Sacerdote bruci l'incenso tutti i giorni. - Es. 30:7
- 378-25P - Il Sacerdote accenda la Menorah tutti i giorni. - Es. 27:20
- 379-40P - Il Sacerdote porti una sua offerta tutti i giorni. - Lev. 6:13
- 380-41P - Nel giorno di sabato si offrano altri due agnelli. - Num. 28:9
- 381-27P - Si collochino i pani dell'offerta ben in vista sulla tavola. - Es. 25:30
- 382-42P - Si portino ulteriori offerte nel primo giorno del mese (Rosh Chodesh) - Num. 28:11
- 383-43P - Si portino ulteriori offerte per tutti i giorni di Pesach. - Num. 28:19
- 384-44P - Si porti al Sacerdote un omer della primizia del raccolto nel secondo giorno di Pesach. - Lev. 23:10
- 385-161PVO - Ogni uomo conti sette settimane dopo l'offerta del nuovo frumento. - Lev. 23:15
- 386-45P - Si portino ulteriori offerte durante la festa delle settimane (Shavuot). - Num. 28:26
- 387-46P - Si portino a Shavuot due pani con rito di agitazione. - Lev. 23:17
- 388-47P - Si portino offerte specifiche nel primo giorno del settimo mese o capodanno (Rosh haShana). - Num. 29:2
- 389-48P - Si portino ulteriori offerte durante il decimo giorno del settimo mese o Yom Kippur. - Num. 29:8
- 390-50P - Si portino offerte ulteriori durante ciascuno dei 7 o 8 giorni della Festa delle capanne (Sukot). - Num. 29:13
- 391-51P - Si portino ulteriori specifiche offerte per l'ottavo giorno di Sukot (Shemini Atzeret). - Num. 29:35
- 392-140NV - Non mangiare carne di animali destinati al sacrificio e successivamente diventati inadatti a esso. - Deut. 14:3
- 393-129N - Non mangiare da sacrifici offerti con intenzioni non rette. - Lev. 7:18
- 394-132N - Non si mangi carne che sia dichiarata immonda (piggul). - Lev. 7:18
- 395-131NV - Non si mangi carne avanzata da sacrifici. - Lev. 19:8
- 396-130N - Non mangiare da sacrifici diventati impuri (contaminati). - Lev. 7:19
- 397-120N - Non lasciare avanzi del sacrificio di ringraziamento (Todà) sino alla mattina successiva. - Lev. 7:16
- 398-91P - I Sacerdoti brucino gli avanzi. - Lev. 7:17
- 399-90P - I Sacerdoti brucino tutti i sacrifici impuri. - Lev. 7:19
- 400-49P - Si esegui il rituale specifico dello Yom Kippur secondo quanto prescritto nella Parasha Acharei Mot. - Lev. 16:3
- 401-118P - Chi abbia profanato una proprietà ripaghi ciò che ha profanato maggiorato di un quinto e offra un sacrificio. - Lev. 5:16
- 402-113NV - Non mettere al lavoro animali primogeniti consacrati. - Deut. 15:19
- 403-114NV - Non tosare il primogenito consacrato. - Deut. 15:19
- 404-55P - Si macelli il sacrificio di Pesach all'ora serale stabilita. - Es. 12:6
- 405-115N - Non eseguire la macellazione finché possiedi del lievito. - Es. 22:18; 23:18
- 406-56P - Si mangi l'agnello pasquale durante la notte stessa. - Es. 12:8
- 407-57P - Si macelli il secondo sacrificio di Pesach nel 14 di Iyar. - Num. 9:2-11
- 408-58P - Si mangi l'agnello di Pesach con pane azimo e erbe amare nella notte del 15 di Nisan. - Es. 12:8
- 409-116N - Non lasciare nulla del sacrificio di Pesach sino alla mattina successiva. - Num. 9:11
- 410-125N - Non mangiare il pasto di Pesach crudo o bollito. - Es. 12:9
- 411-123N - Non consumare il cibo pasquale al di fuori dei confini della tua casa. - Es. 12:46
- 412-128N - L'apostata non mangi il pasto di Pesach. - Es. 12:43
- 413-126N - Il lavoratore non ebreo assunto permanentemente o stagionale non ne mangi. - Es. 12:45
- 414-127N - Il maschio non circonciso non ne mangi. - Es. 12:48
- 415-121N - Non rompere alcun osso del sacrificio di Pesach. - Es. 12:46
- 416-122N - Non rompere alcun osso neppure dal secondo sacrificio di Pesach. - Num. 9:12
- 417-117N - Non lasciare avanzi del pasto di Pesach sino alla mattina successiva. - Es. 12:10
- 418-119N - Non lasciare avanzi del pasto di Pesach shenì (seconda occasione pasquale, a un mese lunare dalla prima) sino alla mattina successiva. - Num. 9:12
- 419-118N - Non lasciare nulla delle offerte festive del giorno 14 sino al giorno 16 (Nisan) - Deut. 16:4
- 420-53P - Visita il Tempio a Pesach, Shavuot e Sukot. - Deut. 16:16
- 421-52P - Santifica queste tre ricorrenze (shalosh regalim) portando offerte di pace. - Es. 23:14
- 422-54PVOD - Sii allegro in occasione delle tre feste. - Deut. 16:14
- 423-156N - Non presentarti al Tempio senza offerte. - Deut. 16:16
- 424-229N - Non astenerti dal rallegrarti con i Leviti e offri loro doni durante il giubileo. - Deut. 12:19
- 425-16P - Raduna il popolo al termine dell'anno sabatico affinché ascolti e metta in pratica le parole di questa legge. - Deut. 31:12
- 426-79PV - Consacra il primogenito dell'uomo o di un animale. - Es. 13:12
- 427-148N - Il Sacerdote non si cibi di animali puri primogeniti prima che siano deposti nella spianata del Tempio. - Deut. 12:17
- 428-108NV - Non riscattare gli animali primogeniti. - Num. 18:17
- 429-78P - Separa per la consacrazione le decime degli animali. - Lev. 27:32
- 430-109NV - Non riscattare le decime. - Lev. 27:33
- 431-69P - Ogni persona porti un'offerta per le proprie colpe involontarie. - Lev. 4:27
- 432-70P - Offri i sacrifici per sospensione di colpa (asham talui) se non sei sicuro della colpevolezza. - Lev. 5:17-18
- 433-71P - Si porti l'offerta di trasgressioni per colpa certa (asham vadaï). - Lev. 5:25
- 434-72P - Si presenti l'offerta in proporzione alle proprie disponibilità economiche. - Lev. 5:7-11
- 435-68P - Il Sinedrio porti un'offerta quando cade in errore. - Lev. 4:13
- 436-75P - Una donna porti un'offerta dopo aver avuto mestruazioni irregolari. - Lev. 15:28-29
- 437-76P - Una donna che abbia partorito porti un'offerta dopo essere andata al bagno rituale (Mikvé). - Lev. 12:6
- 438-74P - Un uomo guarito dalla gonorrea presenti un'offerta prima di recarsi al bagno rituale. - Lev. 15:13-14
- 439-77P - Un uomo guarito dalla tzara'at (lebbra) presenti un'offerta dopo essersi recato al bagno rituale. - Lev. 14:10
- 440-106NV - Non sostituire l'animale destinato al sacrificio. - Lev. 27:10
- 441-87PV - Il nuovo animale, aggiunto o al posto di un altro, è anch'esso consacrato. - Lev. 27:10
- 442-107NV - Non cambiare tipo di animale destinato al sacrificio. - Lev. 27:26
- 443-107P - Applica le leggi dell'impurità rituale per il contatto con un morto. - Num. 19:14
- 444-113P - Rispetta il rituale della giovenca rossa (Para Aduma). - Num. 19:2
- 445-108P - Applica le leggi dell'acqua aspersa per la purificazione di chi è entrato in contatto con un morto. - Num. 19:21
- 446-110PV - Il rituale per la purificazione del lebbroso avvenga secondo determinate norme - Lev. 13:12
- 447-308NV - Il lebbroso non rimuova i segni della sua impurità. - Deut. 24:8
- 448-307NV - Il lebbroso non rada i segni dell'impurità dai suoi capelli. - Lev. 13:33
- 449-112PV - Il lebbroso renda nota la sua condizione stracciandosi le vesti, lasciandosi crescere i capelli e coprendo il suo labbro. - Lev. 13:45
- 450-101PV - Rispetta il rituale prescritto per la purificazione del lebbroso. - Lev. 14:2
- 451-111PV - Il lebbroso rada tutti i suoi peli il settimo giorno prima della purificazione. - Lev. 14:9
- 452-102PV - Rispetta il rituale della lebbra per il vestiario. - Lev. 13:47
- 453-103P - Rispetta il rituale della lebbra per le abitazioni. - Lev. 13:34
- 454-99PV - Osserva le leggi sull'impurità rituale del flusso mestruale. - Lev. 15:19
- 455-100PV - Osserva le leggi sull'impurità rituale della gravidanza. - Lev. 12:2
- 456-106PV - Osserva le leggi sull'impurità rituale causata da perdite femminili irregolari. - Lev. 15:25
- 457-104P - Osserva le leggi sull'impurità rituale causata dalla gonorrea. - Lev. 15:3
- 458-96P - Osserva le leggi sull'impurità rituale provocata da un animale morto (chi tocca una carcassa sarà impuro fino a sera). - Lev. 11:39
- 459-97P - Osserva le leggi sull'impurità rituale causata dagli otto animali immondi. - Lev. 11:29
- 460-105P - Osserva le leggi sull'impurità dell'emissione del seme maschile. - Lev. 15:16
- 461-98P - Osserva le leggi sull'impurità rituale riguardanti i cibi liquidi e solidi. - Lev. 11:34
- 462-109PV - Ogni persona contaminata osservi una purificazione con un'immersione rituale nel Mikvé. - Lev. 15:16
- 463-237P - Il tribunale valuti i danni provocati dall'incornata di un bue. - Es. 21:28
- 464-240P - Il tribunale valuti i danni provocati da animali d'allevamento. - Es. 22:4
- 465-238PV - Il tribunale valuti i danni provocati da un fosso o una cisterna scoperti. - Es. 21:33
- 466-241PV - Il tribunale valuti i danni provocati dal fuoco. - Es. 22:5
- 467-248NV - Non mancare di ripagare i tuoi debiti. - Lev. 19:11
- 468-239PV - Il tribunale infligga al ladro la giusta punizione e al derubato il giusto indennizzo. - Es. 21:37
- 469-208PVOD - Ognuno verifichi che i propri metri e misure siano accurati. - Lev. 19:36
- 470-271NV - Non commettere ingiustizia secondo misure e pesi diversi. - Lev. 19:35
- 471-272NV - Non possedere metri e pesi imprecisi anche se non sono utilizzati. - Deut. 25:13
- 472-246N - Non spostare i limiti del campo illegalmente. - Deut. 19:14
- 473-243NV - Non rapire. - Es. 20:13
- 474-245NV - Non rapinare. - Lev. 19:13
- 475-238NV - Non ritardare il pagamento di un salariato oltre il giorno. - Lev. 19:13
- 476-265NV - Non desiderare e non tramare per ottenere i beni altrui. - Es. 20:14
- 477-266NV - Non essere invidioso o geloso dei possedimenti altrui. - Deut. 5:18
- 478-194PV - Restituisci gli oggetti rubati e, se non puoi, almeno il loro controvalore. - Lev. 5:23
- 479-269N - Non ignorare un oggetto smarrito. - Deut. 22:3
- 480-204PV - Restituisci gli oggetti smarriti. - Deut. 22:1
- 481-236P - Il tribunale realizzi leggi contro colui che aggredisce il prossimo o danneggia l'altrui proprietà. - Es. 21:18
- 482-289NV - Non uccidere. - Es. 20:13
- 483-296N - Non accettare risarcimento economico quale espiazione di un omicida. - Num. 35:31
- 484-225P - Il tribunale esilii l'assassino involontario in una città di rifugio. - Num. 35:25
- 485-295N - Non accettare riscatto da un omicida involontario. - Num. 35:32
- 486-292NV - Non uccidere l'assassino prima che abbia avuto un processo. - Num. 35:12
- 487-247PV - Cerca di salvare chi è inseguito da qualcuno per essere ucciso. - Deut. 25:12
- 488-293NV - Non avere pietà del persecutore. - Deut. 25:12; Num. 35:30
- 489-297NV - Non rimanere ozioso se la vita di qualcuno è in pericolo. - Lev. 19:16
- 490-182P - Si stabiliscano le sei città rifugio (per colpevoli involontari) e le strade per raggiungerle. - Deut. 19:3
- 491-181P - Si spezzi il collo a un vitello presso la valle del fiume quando non si trovano colpevoli di un omicidio. - Deut. 21:4
- 492-309N - Non lavorare né piantare presso la valle del fiume dove è stata compiuta la cerimonia di espiazione per un omicidio irrisolto. - Deut. 21:4
- 493-298NV - Non lasciare buche o ostacoli sulla tua proprietà. - Deut. 22:8
- 494-184PVOD - Costruisci un parapetto attorno al tuo terrazzo, perché non sia di pericolo ad altri. - Deut. 22:8
- 495-299NV - Non porre ostacoli davanti ad un cieco (né dare consigli dannosi) (Lifnei iver). - Lev. 19:14
- 496-202PV - Aiuta chiunque a togliere il peso da un animale che è caduto e non può più trasportarlo. - Es. 23:5
- 497-203PV - Aiuta chiunque a risistemare il carico sulle proprie bestie. - Deut. 22:4
- 498-270NV - Non lasciare che gli altri si estenuino con i propri carichi (piuttosto aiutali a caricare oppure scaricare). - Deut. 22:4
- 499-245PV - Vendi ed acquista secondo la legge della Torah. - Lev. 25:14
- 500-250NV - Non sopravvalutare o sottostimare un oggetto a tuo vantaggio. - Lev. 25:14
- 501-251NV - Non insultare gli altri e non nuocere loro con le parole. - Lev. 25:17
- 502-253NV - Non ingannare un convertito su questioni di soldi. - Es. 22:20
- 503-252NV - Non insultare né ferire con le tue parole un convertito. - Es. 22:20
- 504-232P - Se si acquista uno schiavo ebreo, farlo secondo le leggi prescritte. - Es. 21:2
- 505-258N - Non venderlo come viene venduto uno schiavo comune. - Lev. 25:42
- 506-259N - Non farlo lavorare in maniera oppressiva e se non necessario. - Lev. 25:43
- 507-260N - Non permettere che un non ebreo lo faccia lavorare in maniera oppressiva. - Lev. 25:53
- 508-257N - Non far lavorare un tuo fratello ebreo come schiavo. - Lev. 25:39
- 509-196PV - Consegna doni mentre liberi un servitore. - Deut. 15:14
- 510-233NV - Non mandare via un servo a mani vuote. - Deut. 15:13
- 511-234P - Riscatta la schiava ebrea. - Es. 21:8
- 512-233P - Se si destina una schiava ebrea a sé o al proprio figlio, la si sposi. - Es. 21:8
- 513-261N - Non vendere una donna ebrea come straniera. - Es. 21:8
- 514-235PV - Trattare gli schiavi Cananei senza asprezza. - Lev. 25:46
- 515-254NV - Non riconsegnare al padrone un ebreo rifugiato presso di te. - Deut. 23:16
- 516-255NV - Non molestare uno servitore fuggito e rifugiato presso di te. - Deut. 23:15-17
- 517-243PV - Il tribunale legiferi sui rischi provenienti dal lavoro di guardiano. - Es. 22:9
- 518-200PV - Paga il salario il giorno stesso che è guadagnato. - Deut. 24:15
- 519-247NV - Non trattenere i salari ai lavoratori. - Lev. 19:13
- 520-201PV - Il lavoratore salariato può mangiare, senza portarne via, dalla vigna del suo padrone. - Deut. 23:25
- 521-267NV - Il lavoratore non mangi mentre presta servizio. - Deut. 23:26
- 522-268NV - Il lavoratore non prenda più di quanto possa mangiare. - Deut. 23:25
- 523-219NV - Non mettere la museruola al bue durante la trebbiatura. - Deut. 25:4
- 524-244PV - Il tribunale legiferi su perdita o danneggiamento di beni presi in prestito. - Es. 22:13
- 525-242PV - Il tribunale legiferi sul furto di beni presi in prestito. - Es. 22:6
- 526-197PVOD - Concedi prestiti ai poveri. - Es. 22:24
- 527-234NV - Non insistere per essere pagato se sai che non hanno denaro. - Es. 22:24
- 528-142PV - Nell'anno sabbatico puoi insistere con l'idolatra perché ti paghi. - Deut. 15:3
- 529-239NV - Il creditore non prenda pegno dal debitore. - Deut. 24:10
- 530-199PV - Restituisci il pegno al debitore quando ne ha bisogno. - Deut. 24:13
- 531-240NV - Non ritardarne la restituzione quando necessaria. - Deut. 24:12
- 532-241NV - Non chiedere pegno a una vedova. - Deut. 24:17
- 533-242NV - Non prendere in pegno utensili atti a preparare il cibo. - Deut. 24:6
- 534-235NV - Non prestare a usura. - Lev. 25:37
- 535-237NV - Non prendere un prestito a usura. - Deut. 23:20
- 536-236NV - Non prestare a usura a gente del tuo popolo. - Es. 22:24
- 537-198PV - Presta e prendi a prestito solo dagli idolatri con l'interesse. - Deut. 23:21
- 538-246PV - Il tribunale legiferi in materia di frode e querela. - Es. 22:8
- 539-248PV - Il tribunale legiferi in materia di eredità. - Num. 27:8
- 540-176P - Si nominino dei giudici. - Deut. 16:18
- 541-284NV - Non nominare giudici che non abbiano conoscenza delle procedure giudiziarie secondo la Torah. - Deut. 1:17
- 542-175PVOD - Si decida a maggioranza in caso di disaccordo legale. - Es. 23:2
- 543-282N - Il tribunale, al fine di emettere una sentenza di morte, non si accontenti della maggioranza per un solo voto. - Es. 23:2
- 544-283N - Il giudice non valuti sulla base di un altro giudizio, né secondo la maggioranza - Es. 23:2
- 545-229P - Il tribunale applichi la pena di morte per lapidazione, secondo la colpa. - Deut. 22:24
- 546-228P - Il tribunale applichi la pena di morte tramite rogo, secondo la colpa. - Lev. 20:14
- 547-226P - Il tribunale applichi la pena di morte per trafittura da spada, secondo la colpa. - Es. 21:20
- 548-227P - Il tribunale applichi la pena di morte per strangolamento, secondo la colpa. - Lev. 20:10
- 549-230P - Il tribunale appenda i lapidati per blasfemia o idolatria. - Deut. 21:22
- 550-231PV - Si seppellisca il condannato a morte il giorno stesso in cui è stato ucciso. - Deut. 21:23
- 551-66NV - Non rimandare la sepoltura oltre la notte. - Deut. 21:23
- 552-310N - Il tribunale non lasci in vita lo stregone. - Es. 22:17
- 553-224P - Il tribunale infligga frustate al malfattore. - Es. 25:2
- 554-300NV - Il tribunale non infligga una pena superiore a quanto prescritto. - Deut. 25:3
- 555-290N - Il tribunale non condanni a morte alcuno sulla base di prove circostanziali. - Es. 23:7
- 556-294NV - Il tribunale non punisca chi sia stato costretto a compiere un delitto. - Deut. 22:26
- 557-279N - Il giudice non abbia pietà di un assassino o di un aggressore durante un processo. - Deut. 19:13
- 558-277NV - Il giudice non abbia compassione del povero durante un processo. - Lev. 19:15
- 559-275NV - Il giudice non abbia riguardo per un grand'uomo durante un processo. - Lev. 19:15
- 560-278NV - Il giudice non giudichi in maniera iniqua un criminale abituale o tale ritenuto. - Es. 23:6
- 561-273NV - Il giudice non distorca la legge. - Lev. 19:15
- 562-280NV - Il giudice non distorca un caso che coinvolga un convertito od un orfano. - Deut. 24:17
- 563-177PV - Un giudice lavori con correttezza. - Lev. 19:15
- 564-276NV - Il giudice non si faccia intimorire da una persona violenta durante il giudizio. - Deut. 1:17
- 565-274NV - Il giudice non accetti tangenti. - Es. 23:8
- 566-281NV - Il giudice non accetti testimonianze se non sono presenti entrambe le parti. - Es. 23:1
- 567-315NV - Non maledire i giudici. - Es. 22:27
- 568-316N - Non maledire un re o capo di Stato o il capo del Sinedrio. - Es. 22:27
- 569-317N - Non maledire alcun ebreo onesto. - Lev. 19:14
- 570-178PV - Chiunque possieda prove testimonii in tribunale. - Lev. 5:1
- 571-179PV - Si interroghino con attenzione i testimoni. - Deut. 13:15
- 572-291N - Un testimone non faccia da giudice in un processo per un crimine capitale. - Deut. 19:17
- 573-288N - Non considerare sufficiente il racconto di un solo testimone. - Deut. 19:15
- 574-286NV - I colpevoli non siano chiamati a testimoniare sotto giuramento. - Es. 23:1
- 575-287NV - I parenti dei contendenti non testimonino. - Deut. 24:16
- 576-285NV - Non testimoniare il falso. - Es. 20:13
- 577-180P - Si puniscano le false testimonianze con le stesse pene dell'imputato. - Deut. 19:19
- 578-174PV - Ci si comporti secondo le regole dettate dal Sinedrio. - Deut. 17:11
- 579-312NV - Non contravvenire a quanto deciso dal Sinedrio. - Deut. 17:11
- 580-313NV - Non aggiungere precetti ai comandamenti della Torah scritta o orale. - Deut. 13:1
- 581-314NV - Non cancellare la Torah di alcun comandamento, per intero o in parte. - Deut. 13:1
- 582-318NV - Non maledire tuo padre e tua madre. - Es. 21:17
- 583-319NV - Non picchiare tuo padre e tua madre. - Es. 21:15
- 584-210PVOD - Rispetta tuo padre e tua madre. - Es. 20:12
- 585-211PVOD - Abbi timore reverenziale per tua madre e tuo padre. - Lev. 19:3
- 586-195NV - Non mangiare o bere più di quanto sia necessario. - Lev. 19:26
- 587-37PV - Il Sacerdote osservi il lutto rendendosi impuro - Lev. 21:3
- 588-168N - Il Sommo Sacerdote non si renda immondo neppure per suo padre o per sua madre. - Lev. 21:11
- 589-167N - Il Sommo Sacerdote non si avvicini ad alcun cadavere. - Lev. 21:11
- 590-166NV - Il Sacerdote non si renda immondo per il contatto con un cadavere se non quello di un parente stretto. - Lev. 21:1
- 591-173P - Si nomini un re a capo d'Israele. - Deut. 17:15
- 592-362N - Non nominare re un non ebreo né un convertito. - Deut. 17:15
- 593-364N - Il re non abbia troppe mogli. - Deut. 17:17
- 594-363N - Il re non possieda troppi cavalli. - Deut. 17:16
- 595-365N - Il re non possieda troppo oro e argento. - Deut. 17:17
- 596-187P - Distruggi le sette nazioni idolatre di Canaan. - Deut. 20:17
- 597-49N - Non permettere che alcuno di loro rimanga in vita. - Deut. 20:16
- 598-188PV - Distruggi la discendenza di Amalek. - Deut. 25:19
- 599-189PV - Ricorda ciò che Amalek fece al popolo ebraico quando uscì dall'Egitto. - Deut. 25:17
- 600-59N - Non dimenticare le atrocità e gli agguati di Amalek durante il viaggio dall'Egitto attraverso il deserto. - Deut. 25:19
- 601-46NV - Non risiedere permanentemente in Egitto. - Deut. 17:16
- 602-190P - Offri condizioni di pace agli abitanti di una città durante l'assedio, e trattali secondo le leggi della Torah se essi le accetteranno. - Deut. 20:10
- 603-56N - Non offrire la pace agli Ammoniti ed ai Moabiti durante l'assedio. - Deut. 23:7
- 604-57NV - Non abbattere alberi da frutto neppure durante una battaglia. - Deut. 20:19
- 605-192P - Organizza delle latrine al di fuori degli accampamenti. - Deut. 23:13
- 606-193P - Predisponi un badile per ogni soldato, col quale egli possa scavare. - Deut. 23:14
- 607-191P - Nomina un Sacerdote che parli coi soldati durante la guerra. - Deut. 20:2
- 608-214PVO - Colui che ha preso moglie, costruito casa o piantato una vigna, abbia un anno per rallegrarsi di ciò che possiede. - Deut. 24:5
- 609-311NV - Non esigere da uno sposo al suo primo anno di matrimonio alcun obbligo civile né militare. - Deut. 24:5
- 610-58N - Non temere il nemico in tempo di guerra. - Deut. 20:1
- 611-221P - Rispetta le leggi della donna catturata in battaglia. - Deut. 21:11
- 612-263N - Non vendere una donna come schiava quando non la desideri più. - Deut. 21:14
- 613-264N - Non ridurre in schiavitù la donna con cui hai avuto una relazione. - Deut. 21:14

#### Lista di Maimonide ordinata per passi biblici della Torah
Le note esplicative per ciascun precetto sono qui estratte e sintetizzate dai rispettivi commentari di Maimonide e di Rabbi Aharon ben Joseph HaLevi, secondo la trattazione int. al. di Rabbi Joseph Telushkin.
1. Genesi 1:28[5] — Sii fertile e abbi figli[6]
2. Genesi 17:10[7] — Circoncidi tutti i maschi otto giorni dopo la loro nascita (e Levitico 12:3[8])[9]
3. Genesi 32:33[10] — Non mangiare il nervo sciatico[11]
4. Esodo 12:2[12] — I Sacerdoti (o il Sinedrio/Tribunali) ogni anno effettuino i calcoli utili a capire quando inizia un nuovo mese[13]
5. Esodo 12:6[14] — Si macelli il sacrificio di Pesach all'ora serale stabilita
6. Esodo 12:8[15] — Si mangi l'agnello pasquale durante la notte stessa (consumando anche matzah ed erbe amare [Maror] la notte del 14 Nisan)
7. Esodo 12:9[16] — Non mangiare il pasto di Pesach crudo o bollito[17]
8. Esodo 12:10[18] — Non lasciare avanzi del pasto di Pesach sino alla mattina successiva
9. Esodo 12:15[19] — Distruggi ogni traccia di pane lievitato (chametz) il giorno 14 di Nisan
10. Esodo 12:18[20] — Mangia matzah la sera di Pesach[21]
11. Esodo 12:19[22] — Non possedere pane lievitato (chametz) in quei sette giorni
12. Esodo 12:20[23] — Non mangiare qualsiasi cosa lievitata durante tutti i sette giorni di Pesach
13. Esodo 12:43[24] — L'apostata non mangi il pasto di Pesach
14. Esodo 12:45[25] — Il lavoratore non ebreo assunto permanentemente o stagionale non ne mangi[26]
15. Esodo 12:46[27] — Non consumare il cibo pasquale al di fuori dei confini della tua casa
16. Esodo 12:46[28] — Non rompere alcun osso del sacrificio di Pesach —> Salmi 34:20[29]
17. Esodo 12:48[30] — Il maschio non circonciso non ne mangi
18. Esodo 12:48[31] — Neanche il Sacerdote non circonciso mangi cose consacrate (Terumah)
19. Esodo 13:3[32] — Non mangiare pane lievitato (chametz) durante tutti i sette giorni di Pesach
20. Esodo 13:7[33] — Non tenere visibile presso di te cose lievitate in quei sette giorni[34]
21. Esodo 13:8[35] — Narra il racconto dell'uscita dall'Egitto la sera della vigilia di Pesach[36]
22. Esodo 13:12[37] — Consacra il primogenito dell'uomo o di un animale[38]
23. Esodo 13:13[39] — Riscatta il primogenito dell'asina dando del bestiame minuto al Sacerdote
24. Esodo 13:13[40] — Spezza il collo dell'asino primogenito che non intendi riscattare
25. Esodo 16:29[41] — Non uscire dai confini della città nel giorno di Shabbat[42]
26. Esodo 20:2[43] — Credi nell'esistenza del Signore[44]
27. Esodo 20:3[45] — Non amare altri dèi a parte Lui – Yemeniti—>20:2 [46]
28. Esodo 20:5[47] — Non inchinarti davanti agli idoli — Yemeniti—>Esodo 20:4[48]
29. Esodo 20:6[49] — Non adorare gli idoli in nessun modo in cui si adora il Signore – Yemeniti—>Esodo 20:5[50]
30. Esodo 20:6[51] — Non adorare idoli nei quattro modi in cui adori Dio – Yemeniti—>Esodo 20:5[52]
31. Esodo 20:7[53] — Non nominare il Nome di Dio invano — Yemeniti—>Esodo 20:6[54]
32. Esodo 20:9[55] — Santifica il sabato con il Kiddush e la Havdalah — Yemeniti—>Esodo 20:8[56]
33. Esodo 20:11[57] — Non lavorare il settimo giorno — Yemeniti—>Esodo 20:10[58][59]
34. Esodo 20:13[60] — Non uccidere — Yemenite—>Esodo 20:12[61]
35. Esodo 20:13[62] — Rispetta tuo padre e tua madre — Yemeniti—>Esodo 20:12[63]
36. Esodo 20:14[64] — Non rapire — Yemeniti—>Esodo 20:13[65]
37. Esodo 20:14[66] — Non testimoniare il falso — Yemeniti—>Esodo 20:13[67]
38. Esodo 20:15[68] — Non desiderare e non tramare per ottenere i beni altrui — Yemeniti—>Esodo 20:14[69]
39. Esodo 20:21[70] — Non fare forme umane anche se solo per scopi decorativi — Yemeniti—>20:20 [71]
40. Esodo 20:24[72] — Non costruire altari con pietre ottenute con utensili metallici — Yemeniti—>Esodo 20:23[73][74]
41. Esodo 20:27[75] — Non salire gradini per arrivare all'altare — Yemeniti—>Esodo 20:26[76][77]
42. Esodo 21:2[78] — Se si acquista uno schiavo ebreo, farlo secondo le leggi prescritte
43. Esodo 21:8[79] — Riscatta la schiava ebrea
44. Esodo 21:8[80] — Se si destina una schiava ebrea a sé o al proprio figlio, la si sposi[81]
45. Esodo 21:8[82] — Non vendere una donna ebrea come straniera
46. Esodo 21:10[83] — Non agire con frode verso di lei (non farle mancare cibo, indumenti e relazioni sessuali)
47. Esodo 21:15[84] — Non picchiare tuo padre e tua madre[85]
48. Esodo 21:17[86] — Non maledire tuo padre e tua madre
49. Esodo 21:18[87] — Il tribunale realizzi leggi contro colui che aggredisce il prossimo o danneggia l'altrui proprietà
50. Esodo 21:20[88] — Il tribunale applichi la pena di morte per trafittura da spada, secondo la colpa
51. Esodo 21:28[89] — Non mangiare carne di un animale che abbia ucciso una persona
52. Esodo 21:28[90] — Il tribunale valuti i danni provocati dall'incornata di un bue
53. Esodo 21:33[91] — Il tribunale valuti i danni provocati da un fosso o una cisterna scoperti
54. Esodo 21:37[92] — Il tribunale infligga al ladro la giusta punizione e al derubato il giusto indennizzo
55. Esodo 22:4[93] — Il tribunale valuti i danni provocati da animali d'allevamento
56. Esodo 22:5[94] — Il tribunale valuti i danni provocati dal fuoco
57. Esodo 22:6[95] — Il tribunale legiferi sul furto di beni presi in prestito
58. Esodo 22:8[96] — Il tribunale legiferi in materia di frode e querela
59. Esodo 22:9[97] — Il tribunale legiferi sui rischi provenienti dal lavoro di guardiano
60. Esodo 22:13[98] — Il tribunale legiferi su perdita o danneggiamento di beni presi in prestito
61. Esodo 22:15-16[99] — Chi seduce una vergine non ancora fidanzata le paghi la dote nuziale o, se il padre di lei non acconsente, una somma pari alla dote nuziale[100]
62. Esodo 22:17[101] — Il tribunale non lasci in vita lo stregone (o la strega)[102]
63. Esodo 22:20[103] — Non ingannare un convertito su questioni di soldi
64. Esodo 22:20[104] — Non insultare né ferire con le tue parole un convertito[105]
65. Esodo 22:21[106] — Non opprimere il debole
66. Esodo 22:24[107] — Concedi prestiti ai poveri
67. Esodo 22:24[108] — Non insistere per essere pagato se sai che non hanno denaro
68. Esodo 22:24[109] — Non prestare a usura a gente del tuo popolo
69. Esodo 22:27[110] — Non bestemmiare
70. Esodo 22:27[111] — Non maledire i giudici
71. Esodo 22:27[112] — Non maledire un re o capo di Stato o il capo del Sinedrio
72. Esodo 22:28[113] — Non ritardare l'offerta da ciò che riempie il tuo granaio e stilla dal tuo frantoio
73. Esodo 22:30[114] — Non mangiare la carne di animali feriti a morte
74. Esodo 23:1[115] — Il giudice non accetti testimonianze se non sono presenti entrambe le parti
75. Esodo 23:1[116] — I colpevoli non siano chiamati a testimoniare sotto giuramento
76. Esodo 23:2[117] — Si decida a maggioranza in caso di disaccordo legale
77. Esodo 23:2[118] — Il tribunale, al fine di emettere una sentenza di morte, non si accontenti della maggioranza per un solo voto
78. Esodo 23:5[119] — Aiuta chiunque a togliere il peso da un animale che è caduto e non può più trasportarlo[120]
79. Esodo 23:6[121] — Il giudice non giudichi in maniera iniqua un criminale abituale o tale ritenuto
80. Esodo 23:7[122] — Il tribunale non condanni a morte alcuno sulla base di prove circostanziali
81. Esodo 23:8[123] — Il giudice non accetti tangenti
82. Esodo 23:11[124] — Permetti a tutti i prodotti della terra di crescere liberamente nell'anno sabbatico
83. Esodo 23:12[125] — Riposati il settimo giorno (Shabbat)
84. Esodo 23:13[126] — Non giurare a nome di altri dèi –> Deuteronomio 13:14[127]
85. Esodo 23:14[128] — Santifica queste tre ricorrenze (shalosh regalim) portando offerte di pace
86. Esodo 23:18[129] — Non eseguire la macellazione finché possiedi del lievito
87. Esodo 23:18[130] — Non lasciare il grasso oltre la notte
88. Esodo 23:19[131] — Non mangiare carne e latte cotti insieme
89. Esodo 23:19[132] — Riserva al Sacerdote le primizie del tuo frumento, del tuo mosto e del tuo olio e le primizie della tosatura delle tue pecore (Terumah Gedolah)
90. Esodo 23:25[133] — Presta culto al Signore
91. Esodo 23:33[134] — Non permettere loro di abitare nel tuo paese
92. Esodo 25:8[135] — Costruisci un Santuario
93. Esodo 25:15[136] — Non rimuovere le doghe dall'arca
94. Esodo 25:30[137] — Si facciano i pani dell'offerta
95. Esodo 27:20-21[138] — Il Sacerdote accenda la Menorah tutti i giorni
96. Esodo 28:2[139] — I Sacerdoti indossino i loro abiti sacerdotali durante il servizio al Tempio
97. Esodo 28:28[140] — Il pettorale non venga allontanato dall'Efod (abito dei Leviti) del Kohen Gadol
98. Esodo 28:32[141] — Non stracciare i paramenti sacerdotali
99. Esodo 29:33[142] — I Sacerdoti mangino la carne sacrificale all'interno del Tempio
100. Esodo 29:33[143] — Chi non è Sacerdote non mangi nessun cibo sacrificale
101. Esodo 30:7[144] — Il Sacerdote bruci l'incenso tutti i giorni
102. Esodo 30:9[145] — Non bruciare altro che incenso sull'altare
103. Esodo 30:13[146] — Ognuno dia ogni anno mezzo siclo al Santuario
104. Esodo 30:19[147] — Un Sacerdote si lavi le mani e i piedi prima del servizio
105. Esodo 30:31[148] — Preparare l'olio per le unzioni
106. Esodo 30:32[149] — Non riprodurre l'olio per le unzioni sacre
107. Esodo 30:32[150] — Non versare sul corpo di un uomo l'olio per le unzioni sacre
108. Esodo 30:37[151] — Non riprodurre la formula dell'incenso per uso personale
109. Esodo 34:21[152] — Fai riposare la terra durante il settimo anno (anno sabbatico) non facendo nessun lavoro che ne permetta lo sviluppo
110. Esodo 34:26[153] — Non cuocere carne e latte insieme
111. Esodo 35:3[154] — Non infliggere punizioni nel giorno di Shabbat
112. Levitico 1:3[155] — Esegui la procedura dell'incenerimento dei sacrifici secondo le prescrizioni della Torah
113. Levitico 2:1[156] — Porta pasti in offerta come prescritto dalla Torah
114. Levitico 2:11[157] — Non bruciare miele o lievito sull'altare
115. Levitico 2:13[158] — Porta il sale con i sacrifici in offerta
116. Levitico 2:13[159] — Non omettere la salatura dai sacrifici
117. Levitico 3:11[160] — Non mettere incenso sulle offerte di cibo di malfattori
118. Levitico 3:17[161] — Non mangiare sangue
119. Levitico 3:17[162] — Non mangiare parti grasse di animali puri
120. Levitico 4:13[163] — Il Sinedrio porti un'offerta (al Tempio) quando cade in errore
121. Levitico 4:27[164] — Ogni persona porti un'offerta per le proprie colpe involontarie
122. Levitico 5:1[165] — Chiunque possieda prove testimonii in tribunale
123. Levitico 5:7-11[166] — Si presenti l'offerta (oleh v'yored) in proporzione alle proprie disponibilità economiche
124. Levitico 5:8[167] — Non decapitare il volatile offerto come sacrificio espiatorio
125. Levitico 5:11[168] — Non mettere olio nelle offerte di cibo per una trasgressione
126. Levitico 5:16[169] — Chi abbia profanato una proprietà ripaghi ciò che ha profanato maggiorato di un quinto e offra un sacrificio
127. Levitico 5:17-18[170] — Offri i sacrifici per sospensione di colpa (asham talui) se non sei sicuro della colpevolezza
128. Levitico 5:23[171] — Restituisci gli oggetti rubati e, se non puoi, almeno il loro controvalore
129. Levitico 5:25[172] — Si porti l'offerta di trasgressioni per colpa certa (asham vadaï - offerta templare)
130. Levitico 6:3[173] — Il Sacerdote rimuova la cenere dall'altare tutti i giorni
131. Levitico 6:6[174] — Si tenga sempre accesa una luce sull'altare
132. Levitico 6:6[175] — Non spegnere mai la fiamma sull'altare
133. Levitico 6:9[176] — I Sacerdoti mangino ciò che rimane dei pasti offerti
134. Levitico 6:10[177] — Non offrire in sacrificio cibi lievitati
135. Levitico 6:13[178] — Il Sacerdote Kohen Gadol porti una sua offerta tutti i giorni
136. Levitico 6:16[179] — Non mangiare le offerte che devono essere bruciate dal Sacerdote Kohen Gadol
137. Levitico 6:18[180] — Immola la vittima per il peccato (sacrificio chiamato chattat)
138. Levitico 6:23[181] — Non mangiare la vittima immolata per il sacrificio espiatorio
139. Levitico 7:1[182] — Rispetta la legge per il sacrificio espiatorio (asham)
140. Levitico 7:11[183] — Rispetta la legge per l'offerta di pace (shelamim)
141. Levitico 7:17[184] — I Sacerdoti brucino gli avanzi
142. Levitico 7:18[185] — Non mangiare da sacrifici offerti con intenzioni non rette
143. Levitico 7:19[186] — Non si mangi carne che sia dichiarata immonda (piggul)
144. Levitico 7:19[187] — I Sacerdoti brucino tutti i sacrifici impuri
145. Levitico 7:20[188] — La persona impura non mangi dai sacrifici
146. Levitico 10:6[189] — Il Sacerdote non entri nel Tempio con i capelli incolti (a testa scoperta)
147. Levitico 10:6[190] — Il Sacerdote non entri nel Tempio con gli abiti lacerati
148. Levitico 10:7[191] — Il Sacerdote non lasci il Tempio durante il servizio
149. Levitico 10:9[192] — Un Sacerdote non entri nel Tempio ubriaco
150. Levitico 10:19[193] — Osserva il lutto per i parenti
151. Levitico 11:2[194] — Esamina i segni degli animali per valutare se sono kosher o non kosher
152. Levitico 11:4[195] — Non mangiare animali non kasher
153. Levitico 11:9[196] — Esamina i segni dei pesci per valutare se sono kasher o non kasher
154. Levitico 11:11[197] — Non mangiare pesci non kosher
155. Levitico 11:13[198] — Non mangiare volatili non kosher
156. Levitico 11:21[199] — Esamina i segni degli insetti per valutare se sono kosher o non kosher
157. Levitico 11:29[200] — Osserva le leggi sull'impurità rituale causata dagli otto animali immondi (shratzim)
158. Levitico 11:34[201] — Osserva le leggi sull'impurità rituale riguardanti i cibi liquidi e solidi
159. Levitico 11:39[202] — Osserva le leggi sull'impurità rituale provocata da un animale morto
160. Levitico 11:41[203] — Non mangiare creature che strisciano sulla terra
161. Levitico 11:42[204] — Non mangiare vermi trovati nei frutti della terra
162. Levitico 11:43[205] — Non mangiare creature che vivono nell'acqua e non sono pesci
163. Levitico 11:44[206] — Non mangiare larve
164. Levitico 12:2[207] — Osserva le leggi sull'impurità rituale della gravidanza[208]
165. Levitico 12:6[209] — Una donna che abbia partorito porti un'offerta dopo essere andata al bagno rituale (Mikveh)
166. Levitico 13:12[210] — Il rituale per la purificazione del lebbroso avvenga secondo determinate norme (tzara'at)[211]
167. Levitico 13:33[212] — Il lebbroso (metzora - colui che ha una malattia epidermica) non rada i segni dell'impurità dai suoi capelli
168. Levitico 13:34[213] — Rispetta il rituale della lebbra (tzara‘at) per le abitazioni
169. Levitico 13:45[214] — Il lebbroso (metzora) renda nota la sua condizione stracciandosi le vesti, lasciandosi crescere i capelli e coprendo il suo labbro
170. Levitico 13:47[215] — Rispetta il rituale della lebbra per il vestiario
171. Levitico 14:2[216] — Rispetta il rituale prescritto per la purificazione del lebbroso
172. Levitico 14:9[217] — Il lebbroso rada tutti i suoi peli il settimo giorno prima della purificazione
173. Levitico 14:10[218] — Un uomo guarito dalla tzara‘at (lebbra) presenti un'offerta dopo essersi recato al bagno rituale (Mikveh)
174. Levitico 15:3[219] — Osserva le leggi sull'impurità rituale causata dalla gonorrea
175. Levitico 15:13-14[220] — Un uomo guarito dalla gonorrea presenti un'offerta prima di recarsi al bagno rituale
176. Levitico 15:16[221] — Osserva le leggi sull'impurità dell'emissione del seme maschile
177. Levitico 15:16[222] — Ogni persona contaminata osservi una purificazione con un'immersione rituale nel Mikveh
178. Levitico 15:19[223] — Osserva le leggi sull'impurità rituale del flusso mestruale (Niddah)
179. Levitico 15:25[224] — Osserva le leggi sull'impurità rituale causata da perdite femminili irregolari (Zavah)
180. Levitico 15:28-29[225] — Una donna porti un'offerta dopo aver avuto mestruazioni irregolari
181. Levitico 16:2[226] — Un Sacerdote entri nel Tempio solo nei momenti opportuni
182. Levitico 16:3[227] — Si esegui il rituale specifico dello Yom Kippur secondo quanto prescritto nella Parashah Acharei Mot ("Dopo la morte dei due figli di Aronne...")
183. Levitico 16:29[228] — Fai costrizione (astinenza) nel giorno dello Yom Kippur
184. Levitico 17:4[229] — Non consumare sacrifici senza presentarli all'ingresso della dimora del Signore
185. Levitico 17:13[230] — Ricopri con la terra il sangue di un animale macellato
186. Levitico 18:6[231] — Non accostarti per aver piacere sessuale a una consanguinea
187. Levitico 18:7[232] — Non avere relazioni sessuali con tua madre
188. Levitico 18:7[233] — Non avere relazioni sessuali con tua padre
189. Levitico 18:8[234] — Non avere relazioni sessuali con la moglie di tuo padre
190. Levitico 18:9[235] — Non avere relazioni sessuali con tua sorella
191. Levitico 18:11[236]— Non avere relazioni sessuali con la figlia della moglie di tuo padre
192. Levitico 18:10[237] — Non avere relazioni sessuali con la figlia di tuo figlio
193. Levitico 18:10[238] — Non avere relazioni sessuali con tua figlia
194. Levitico 18:10[239] — Non avere relazioni sessuali con la figlia di tua figlia
195. Levitico 18:12[240] — Non avere relazioni sessuali con la sorella di tuo padre
196. Levitico 18:13[241] — Non avere relazioni sessuali con la sorella di tua madre
197. Levitico 18:14[242] — Non avere relazioni sessuali con la moglie del fratello di tuo padre
198. Levitico 18:14[243] — Non avere relazioni sessuali col fratello di tuo padre
199. Levitico 18:15[244] — Non avere relazioni sessuali con la moglie di tuo figlio
200. Levitico 18:16[245] — Non avere relazioni sessuali con la moglie di tuo fratello
201. Levitico 18:17[246] — Non avere relazioni sessuali con una donna e la figlia di lei
202. Levitico 18:17[247] — Non avere relazioni sessuali con una donna e la figlia di suo figlio (sua nipote)
203. Levitico 18:17[248] — Non avere relazioni sessuali con una donna e la figlia della sua figlia
204. Levitico 18:18[249] — Non avere relazioni sessuali con la sorella di tua moglie (quando entrambe viventi)
205. Levitico 18:19[250] — Non avere relazioni sessuali con una donna in periodo mestruale
206. Levitico 18:20[251] — Non avere relazioni sessuali con una donna sposata ad altri
207. Levitico 18:22[252] — Non avere relazioni omosessuali
208. Levitico 18:23[253] — L'uomo non abbia rapporti sessuali con le bestie
209. Levitico 18:23[254] — La donna non abbia rapporti sessuali con le bestie
210. Levitico 19:3[255] — Abbi timore reverenziale per tua madre e tuo padre
211. Levitico 19:4[256] — Non cadere nell'idolatria
212. Levitico 19:4[257] — Non costruire idoli per gli altri
213. Levitico 19:8[258] — Non si mangi carne avanzata da sacrifici
214. Levitico 19:9[259] — Non mietere ai margini del tuo campo
215. Levitico 19:9[260] — Lascia al povero e allo straniero i fasci di spighe caduti
216. Levitico 19:9[261] — Non raccogliere la spigolatura
217. Levitico 19:10[262] — Lascia un angolo del campo non raccolto per i poveri
218. Levitico 19:10[263] — Non raccogliere i racimoli di una vigna
219. Levitico 19:10[264] — Non raccogliere gli acini caduti dell'uva
220. Levitico 19:10[265] — Lascia gli acini caduti dell'uva dopo la vendemmia
221. Levitico 19:10[266] — Non raccogliere gli acini caduti dell'uva
222. Levitico 19:11[267] — Non mancare di ripagare i tuoi debiti
223. Levitico 19:11[268] — Non negare giurando di avere ricevuto un prestito monetario
224. Levitico 19:11[269] — Non rubare
225. Levitico 19:12[270] — Non giurare il falso in Nome del Signore
226. Levitico 19:13[271] — Non rapinare
227. Levitico 19:13[272] — Non trattenere i salari ai lavoratori
228. Levitico 19:13[273] — Non ritardare il pagamento di un salariato oltre il giorno
229. Levitico 19:14[274] — Non porre ostacoli davanti ad un cieco (né dare consigli dannosi) (Lifnei iver)
230. Levitico 19:14[275] — Non maledire alcun ebreo onesto
231. Levitico 19:15[276] — Il giudice non abbia compassione del povero durante un processo
232. Levitico 19:15[277] — Il giudice non abbia riguardo per un grand'uomo durante un processo
233. Levitico 19:15[278] — Il giudice non distorca la legge
234. Levitico 19:15[279] — Un giudice lavori con correttezza
235. Levitico 19:16[280] — Non spargere calunnie riguardo al prossimo
236. Levitico 19:16[281] — Non rimanere ozioso se la vita di qualcuno è in pericolo
237. Levitico 19:17[282] — Non odiare gli altri ebrei
238. Levitico 19:17[283] — Rimprovera lealmente il tuo prossimo che si comporta male
239. Levitico 19:17[284] — Non umiliare gli altri
240. Levitico 19:18[285] — Ama gli altri ebrei
241. Levitico 19:18[286] — Non cercare vendetta
242. Levitico 19:18[287] — Non serbare rancore
243. Levitico 19:19[288] — Non piantare insieme semi di due specie diverse (Kil'ayim)
244. Levitico 19:19[289] — Non accoppiare bestie di specie differenti
245. Levitico 18:21[290] — Non offrire i tuoi figli a Moloch
246. Levitico 19:23[291] — Non mangiare i frutti di alberi che non siano piantati da almeno tre anni (Orlah)
247. Levitico 19:24[292] — Ogni quattro anni tutti i frutti siano consacrati come offerta (Ma'aser Sheni)
248. Levitico 19:26[293] — Non essere superstizioso
249. Levitico 19:26[294] — Non dedicarti all'astrologia o divinazione
250. Levitico 19:27[295] — L'uomo non si tagli i capelli ai lati della testa
251. Levitico 19:27[296] — L'uomo non si rada gli angoli della barba con una lama
252. Levitico 19:28[297] — Non tatuarti la pelle
253. Levitico 19:30[298] — Abbi rispetto del Tempio
254. Levitico 19:31[299] — Non "operare profezie" (o consulatre medium)
255. Levitico 19:31[300] — Non consultare gli indovini
256. Levitico 19:32[301] — Onora coloro che insegnano e conoscono la Torah
257. Levitico 19:35[302] — Non commettere ingiustizia secondo misure e pesi diversi
258. Levitico 19:36[303] — Ognuno verifichi che i propri metri e misure siano accurati
259. Levitico 21:1[304] — Il Sacerdote non si renda immondo per il contatto con un cadavere se non quello di un parente stretto
260. Levitico 21:8[305] — Si consideri il Sacerdote come Santo, perché egli offre il pane del tuo Dio
261. Levitico 20:10[306] — Il tribunale applichi la pena di morte per strangolamento, secondo la colpa
262. Levitico 20:14[307] — Il tribunale applichi la pena di morte tramite rogo, secondo la colpa
263. Levitico 20:23[308] — Non imitare le loro abitudini e il loro abbigliamento
264. Levitico 21:7[309] — Il Sacerdote non sposi una divorziata
265. Levitico 21:7[310] — Il Sacerdote non sposi una donna disonorata (zonah)
266. Levitico 21:7[311] — Il Sacerdote non sposi una prostituta (chalalah)
267. Levitico 21:11[312] — Il Sommo Sacerdote non si renda immondo neppure per suo padre o per sua madre
268. Levitico 21:11[313] — Il Sommo Sacerdote non si avvicini ad alcun cadavere
269. Levitico 21:13[314] — Il Sacerdote sposi una vergine
270. Levitico 21:14[315] — Il Sommo Sacerdote (Kohen Gadol) non sposi una vedova
271. Levitico 21:15[316] — Il Sommo Sacerdote non abbia relazioni sessuali né con vedove, né con divorziate
272. Levitico 21:17[317] — Un Sacerdote con un'imperfezione non presti servizio
273. Levitico 21:17[318] — Un Sacerdote con un'imperfezione temporanea non presti servizio
274. Levitico 21:23[319] — Un Sacerdote con un'imperfezione fisica non si avvicini all'altare
275. Levitico 22:2[320] — I Sacerdoti ritualmente impuri non servano al Tempio
276. Levitico 22:4[321] — Il Sacerdote impuro non può mangiare cose consacrate (Terumah)
277. Levitico 22:7[322] — Un Sacerdote impuro, dopo l'immersione rituale, attenda fin dopo il tramonto per tornare al servizio
278. Levitico 22:10[323] — Nessuno oltre il Sacerdote potrà mangiare le primizie consacrate al Signore
279. Levitico 22:10[324] — Né l'ospite del Sacerdote, né un suo salariato possono mangiare cose consacrate
280. Levitico 22:12[325] — La figlia del Sacerdote sposata con un estraneo (chalalah) non può mangiare cose consacrate
281. Levitico 22:15[326] — Non mangiare i prodotti dai quali non siano state sottratte le decime
282. Levitico 22:20[327] — Non sacrificare un animale imperfetto sull'altare
283. Levitico 22:21[328] — Sacrifica solamente animali privi di imperfezioni
284. Levitico 22:21[329] — Non causare ferite ad animali offerti in sacrificio
285. Levitico 22:22[330] — Non macellarlo in modo rituale
286. Levitico 22:22[331] — Non bruciare il suo grasso sull'altare
287. Levitico 22:24[332] — Non castrare nessun maschio (compresi gli animali)
288. Levitico 22:24[333] — Non aspergere il suo sangue sull'altare
289. Levitico 22:25[334] — Non sacrificare animali imperfetti, anche se offerti da non ebrei
290. Levitico 22:27[335] — Sacrifica solo animali che abbiano almeno 8 giorni
291. Levitico 22:28[336] — Non macellare un animale e i suoi figli lo stesso giorno
292. Levitico 22:30[337] — Non mangiare la carne di animali feriti a morte
293. Levitico 22:32[338] — Santifica il Suo Nome
294. Levitico 22:32[339] — Non profanare il Suo Nome
295. Levitico 23:7[340] — Riposati nel primo giorno di Pesach
296. Levitico 23:8[341] — Non lavorare nel settimo giorno di Pesach
297. Levitico 23:8[342] — Riposati nel settimo giorno di Pesach
298. Levitico 23:8[343] — Non eseguire lavori proibiti nel settimo giorno di Pesach
299. Levitico 23:10[344] — Si porti al Sacerdote un omer della primizia del raccolto nel secondo giorno di Pesach
300. Levitico 23:14[345] — Non mangiare pane ottenuto da grano fresco (Yoshon) prima dell'offerta di un omer dovuta nel secondo giorno di Pesach
301. Levitico 23:14[346] — Non mangiare grano abbrustolito prima dell'offerta di omer
302. Levitico 23:14[347] — Non mangiare grano appena maturato prima dell'offerta di omer
303. Levitico 23:15[348] — Ogni uomo conti sette settimane dopo l'offerta del nuovo frumento
304. Levitico 23:17[349] — Si portino a Shavuot due pani con rito di agitazione
305. Levitico 23:21[350] — Riposati durante la Festa della mietitura (Shavuot)
306. Levitico 23:21[351] — Non lavorare durante lo Shavuot
307. Levitico 23:24[352] — Riposati durante il Capodanno (Rosh haShana)
308. Levitico 23:25[353] — Non lavorare durante Rosh haShana
309. Levitico 23:29[354] — Non bere né mangiare nel giorno dello Yom Kippur
310. Levitico 23:32[355] — Riposati durante il giorno d'espiazione (Yom Kippur)
311. Levitico 23:32[356] — Non lavorare nel giorno dello Yom Kippur
312. Levitico 23:35[357] — Riposati nel primo giorno della festa delle capanne (Sukkot)
313. Levitico 23:35[358] — Non lavorare nel primo giorno di Sukkot
314. Levitico 23:36[359] — Riposati durante lo Shemini Atzeret (ottavo giorno di Sukkot)
315. Levitico 23:36[360] — Non lavorare durante lo Shemini Atzeret
316. Levitico 23:40[361] — Prendi durante quei sette giorni un ramo o un frutto delle quattro specie: palma (Lulav), cedro (Etrog), mirto (Hadas) e salice (Aravot)
317. Levitico 23:42[362] — Abita nelle capanne durante i sette giorni del Sukkot
318. Levitico 25:4[363] — Non lavorare la terra durante il settimo anno
319. Levitico 25:4[364] — Non raccogliere dagli alberi che producono frutti durante il settimo anno
320. Levitico 25:5[365] — Non mietere quello che si svilupperà in maniera spontanea in quell'anno
321. Levitico 25:5[366] — Non vendemmiare l'uva della vigna che si sarà sviluppata in quell'anno
322. Levitico 25:8[367] — Il Sinedrio conti sette cicli di sette anni per stabilire il giubileo
323. Levitico 25:9[368] — Suona lo Shofar il decimo giorno di Tishri (giorno di Yom Kippur), nell'anno del giubileo, per liberare gli schiavi
324. Levitico 25:10[369] — Il Sinedrio santifichi il cinquantesimo anno
325. Levitico 25:11[370] — Non lavorare la terra durante il cinquantesimo anno (giubileo)
326. Levitico 25:11[371] — Non raccogliere quello che si svilupperà in maniera spontanea nel cinquantesimo anno
327. Levitico 25:11[372] — Non vendemmiare l'uva della vigna che si sviluppa durante il giubileo
328. Levitico 25:14[373] — Vendi ed acquista secondo la legge della Torah
329. Levitico 25:14[374] — Non sopravvalutare o sottostimare un oggetto a tuo vantaggio
330. Levitico 25:17[375] — Non insultare gli altri e non nuocere loro con le parole
331. Levitico 25:23[376] — Non vendere la terra in Israele durante il giubileo
332. Levitico 25:24[377] — Si permettano leggi per riscattare le proprietà rurali durante il cinquantesimo anno
333. Levitico 25:29[378] — Si permettano entro un anno dal giubileo leggi per riscattare le case familiari in città con mura
334. Levitico 25:34[379] — Non vendere i campi delle città levitiche, resteranno ai Leviti sia prima sia dopo l'anno giubilare
335. Levitico 25:37[380] — Non prestare a usura
336. Levitico 25:39[381] — Non far lavorare un tuo fratello ebreo come schiavo
337. Levitico 25:42[382] — Non venderlo come viene venduto uno schiavo comune
338. Levitico 25:43[383] — Non farlo lavorare in maniera oppressiva e se non necessario
339. Levitico 25:46[384] — Trattare gli schiavi Cananei senza asprezza
340. Levitico 25:53[385] — Non permettere che un non ebreo lo faccia lavorare in maniera oppressiva
341. Levitico 26:1[386] — Non predisporre una pietra lavorata per inchinarti sopra di essa
342. Levitico 27:2[387] — Valuta il valore delle persone secondo quanto è scritto nella Torah
343. Levitico 27:10[388] — Non sostituire l'animale destinato al sacrificio
344. Levitico 27:10[389] — Il nuovo animale, aggiunto o al posto di un altro, è anch'esso consacrato
345. Levitico 27:12-13[390] — Valuta il valore degli animali consacrati
346. Levitico 27:14[391] — Valuta il valore delle case consacrate
347. Levitico 27:16[392] — Valuta il valore dei campi consacrati
348. Levitico 27:26[393] — Non cambiare tipo di animale destinato al sacrificio
349. Levitico 27:28[394] — Rispetta le leggi sul voto di sterminio (cherem)
350. Levitico 27:28[395] — Non vendere ciò che è stato consacrato secondo il cherem
351. Levitico 27:28[396] — Non riscattare ciò che è stato consacrato secondo il cherem
352. Levitico 27:32[397] — Separa per la consacrazione le decime degli animali
353. Levitico 27:33[398] — Non riscattare le decime
354. Numeri 5:2[399] — Si allontani l'impuro dal Tempio
355. Numeri 5:3[400] — Le persone impure non accedano al Tempio
356. Numeri 5:7[401] — Prova pentimento e ammetti il peccato compiuto
357. Numeri 5:15[402] — Non mettere olio nell'offerta della Sotah
358. Numeri 5:15[403] — Non mettere incenso nell'offerta della Sotah
359. Numeri 5:30[404] — Adempi alle leggi della Sotah (il marito che sospetta adulterio torni contrito alla moglie quando lei ha provato fedeltà)
360. Numeri 6:3[405] — Il nazireo non beva vino, aceto o liquori ottenuti dall'uva
361. Numeri 6:3[406] — Non mangi uva fresca
362. Numeri 6:3[407] — Non mangi uva passa
363. Numeri 6:4[408] — Non mangi semi di uva
364. Numeri 6:4[409] — Non mangi la buccia dell'uva
365. Numeri 6:5[410] — Chi ha fatto voto di Nazireato lasci crescere i propri capelli
366. Numeri 6:5[411] — Non si rada barba e capelli prima di aver svolto il suo periodo di Nazireato
367. Numeri 6:7[412] — Non entri in contatto con un cadavere
368. Numeri 6:6[413] — Non stia sotto lo stesso tetto di un defunto
369. Numeri 6:9[414] — Alla fine del voto, il nazireo tagli i capelli e presenti le offerte prescritte
370. Numeri 6:23[415] — Il Sacerdote benedica ogni giorno la nazione degli Ebrei
371. Numeri 7:9[416] — I Leviti trasportino l'arca Santa sulle proprie spalle
372. Numeri 9:11[417] — Non lasciare nulla del sacrificio di Pesach sino alla mattina successiva (macella il secondo agnello pasquale)
373. Numeri 9:2-11[418] — Si macelli il secondo sacrificio di Pesach nel 14 di Iyar
374. Numeri 9:12[419] — Non rompere alcun osso neppure dal secondo sacrificio di Pesach
375. Numeri 9:12[420] — Non lasciare avanzi del pasto di Pesach shenì (seconda occasione pasquale, a un mese lunare dalla prima) sino alla mattina successiva
376. Numeri 10:9[421] — In tempo di guerra, suonino le trombe con squilli d'acclamazione, per essere ricordati davanti al Signore
377. Numeri 15:20[422] — Aggiungi una focaccia per offrirla al Sacerdote
378. Numeri 15:38[423] — Applica gli tzitzit (frange) ai vestiti che hanno quattro angoli (incluso il talled)
379. Numeri 15:39[424] — Non seguire, in contrasto con il Signore, i desideri del tuo cuore o ciò che vedono i tuoi occhi
380. Numeri 18:2[425] — Custodisci la zona del Tempio
381. Numeri 18:3[426] — Un Levita non faccia il lavoro di un Sacerdote e viceversa
382. Numeri 18:4[427] — Chi non è Sacerdote non presti servizio
383. Numeri 18:5[428] — Non lasciare incustodita l'area del Tempio
384. Numeri 18:15[429] — Riscatta il tuo primogenito offrendo dei soldi al Sacerdote
385. Numeri 18:17[430] — Non riscattare gli animali primogeniti
386. Numeri 18:23[431] — I Leviti prestino servizio nel Tempio
387. Numeri 18:24[432] — Metti da parte ogni anno la decima parte di quanto piantato nell'anno (ma'aser) per darla ai Leviti
388. Numeri 18:26[433] — I Leviti mettano da parte per il Sacerdote la decima parte della decima ricevuta
389. Numeri 19:2[434] — Rispetta il rituale della giovenca rossa (Para Aduma)
390. Numeri 19:14[435] — Applica le leggi dell'impurità rituale per il contatto con un morto
391. Numeri 19:21[436] — Applica le leggi dell'acqua aspersa per la purificazione di chi è entrato in contatto con un morto
392. Numeri 27:8[437] — Il tribunale legiferi in materia di eredità
393. Numeri 28:3[438] — Si offrano due agnelli ogni giorno
394. Numeri 28:9[439] — Nel giorno dello Shabbat si offrano altri due agnelli
395. Numeri 28:11[440] — Si portino ulteriori offerte nel primo giorno del mese (Rosh Chodesh)
396. Numeri 28:19[441] — Si portino ulteriori offerte per tutti i giorni di Pesach
397. Numeri 28:26[442] — Si portino ulteriori offerte durante la festa delle settimane (Shavuot)
398. Numeri 29:1[443] — Ascolta lo Shofar nel primo giorno di Tishri (Rosh haShana)
399. Numeri 29:2[444] — Si portino offerte specifiche nel primo giorno del settimo mese o capodanno (Rosh haShana)
400. Numeri 29:8[445] — Si portino ulteriori offerte durante il decimo giorno del settimo mese o Yom Kippur
401. Numeri 29:13[446] — Si portino offerte ulteriori durante ciascuno dei 7 o 8 giorni della Festa delle capanne (Sukkot)
402. Numeri 29:35[447] — Si portino ulteriori specifiche offerte per l'ottavo giorno di Sukkot (Shemini Atzeret)
403. Numeri 30:3[448] — Non rompere giuramenti o voti
404. Numeri 30:3[449] — Per annullare un giuramento o un voto rispetta le leggi di annullamento specifiche della Torah
405. Numeri 35:2[450] — Si diano ai Leviti città da abitare con campi attorno
406. Numeri 35:12[451] — Non uccidere l'omicida prima che abbia avuto un processo
407. Numeri 35:25[452] — Il tribunale esilii l'assassino involontario in una città di rifugio
408. Numeri 35:30[453] — Non aver compassione del persecutore
409. Numeri 35:31[454] — Non accettare risarcimento economico quale espiazione di un omicida
410. Numeri 35:32[455] — Non accettare riscatto da un omicida involontario
411. Deuteronomio 1:17[456] — Non nominare giudici che non abbiano conoscenza delle procedure giudiziarie secondo la Torah
412. Deuteronomio 1:17[457] — Il giudice non si faccia intimorire da una persona violenta durante il giudizio
413. Deuteronomio 5:19[458] — Non essere invidioso o geloso dei possedimenti altrui — Yemeniti–>Deuteronomio 5:18[459]
414. Deuteronomio 6:4[460] — Sappi che il Signore è Uno
415. Deuteronomio 6:5[461] — Ama il Signore
416. Deuteronomio 6:7[462] — Studia e insegna la Torah
417. Deuteronomio 6:7[463] — Recita lo shemà ogni sera e ogni mattina
418. Deuteronomio 6:8[464] — Indossa i filatteri (Tefillin) sul capo
419. Deuteronomio 6:8[465] — Indossa i filatteri sul braccio
420. Deuteronomio 6:9[466] — Metti una mezuzzah sugli stipiti della porta
421. Deuteronomio 6:16[467] — Non mettere alla prova i Profeti e la Sua parola attraverso di loro
422. Deuteronomio 7:2[468] — Non fare grazia agli idolatri
423. Deuteronomio 7:2[469] — Non dimostrar loro favore
424. Deuteronomio 7:3[470] — Non sposarti con chi non è ebreo
425. Deuteronomio 7:25[471] — Non trarre benefici dagli ornamenti degli idoli
426. Deuteronomio 7:26[472] — Non utilizzare oggetti di idolatria
427. Deuteronomio 8:10[473] — Benedici il Signore dopo avere mangiato
428. Deuteronomio 10:19[474] — Ama i forestieri
429. Deuteronomio 10:20[475] — Prova timore reverenziale verso il Signore
430. Deuteronomio 10:20[476] — RestaGli fedele
431. Deuteronomio 10:20[477] — Giura nel Suo Nome solo per confermare la verità quando richiesto da una corte
432. Deuteronomio 12:2[478] — Distruggi gli idoli e gli accessori per il loro culto
433. Deuteronomio 12:4[479] — Non distruggere oggetti e luoghi associati al Suo Nome
434. Deuteronomio 12:5-6[480] — Cerca il Signore nella sua dimora, stabilisciti nel Suo nome e solo a Lui presenta i tuoi olocausti e i tuoi sacrifici
435. Deuteronomio 12:11[481] — Offri tutti i sacrifici nel Tempio
436. Deuteronomio 12:13[482] — Non offrire i tuoi sacrifici in un luogo qualsiasi
437. Deuteronomio 12:15[483] — Riscatta un animale che sia stato escluso dal sacrificio
438. Deuteronomio 12:17[484] — Non mangiare le decime di frumento (Ma'aser Sheni) al di fuori di Gerusalemme
439. Deuteronomio 12:17[485] — Non mangiare le decime dei prodotti della vigna (Ma'aser Sheni) al di fuori di Gerusalemme
440. Deuteronomio 12:17[486] — Non mangiare le decime dell'olio (Ma'aser Sheni) al di fuori di Gerusalemme
441. Deuteronomio 12:17[487] — Il Sacerdote non mangi i primi frutti al di fuori di Gerusalemme
442. Deuteronomio 12:17[488] — Non si mangi la carne da bruciare in sacrificio
443. Deuteronomio 12:17[489] — Il Sacerdote non mangi la carne sacrificale al di fuori dei confini del Tempio
444. Deuteronomio 12:17[490] — Non mangiare la carne dei sacrifici minori prima di averne versato il [loro] sangue
445. Deuteronomio 12:17[491] — Il Sacerdote non si cibi di animali puri primogeniti prima che siano deposti nella spianata del Tempio
446. Deuteronomio 12:19[492] — Non astenerti dal rallegrarti con i Leviti e offri loro doni durante il giubileo
447. Deuteronomio 12:21[493] — Macella in maniera rituale un animale prima di mangiarlo
448. Deuteronomio 12:23[494] — Non mangiare parti di animali strappati ad animali ancora viventi
449. Deuteronomio 12:26[495] — Se fuori d'Israele, porta i sacrifici nel luogo scelto dal Signore
450. Deuteronomio 13:1[496] — Non aggiungere precetti ai comandamenti della Torah scritta o orale
451. Deuteronomio 13:1[497] — Non cancellare la Torah di alcun comandamento, per intero o in parte
452. Deuteronomio 13:4[498] — Non ascoltare i falsi profeti
453. Deuteronomio 13:9[499] — Non amare chi predica altri idoli
454. Deuteronomio 13:9[500] — Non risparmiarti di odiare chi predica altri idoli
455. Deuteronomio 13:9[501] — Non provare compassione verso chi predica altri idoli
456. Deuteronomio 13:9[502] — Non dire niente in sua difesa e per sua salvezza
457. Deuteronomio 13:9[503] — Non nascondere prove che possano incriminarlo
458. Deuteronomio 13:12[504] — Non istigare altri ebrei ad adorare gli idoli
459. Deuteronomio 13:14[505] — Non istigare una città all'idolatria —> Esodo 23:13[506]
460. Deuteronomio 13:14[507] — Non profetizzare in nome di altri dèi
461. Deuteronomio 13:15[508] — Si interroghino con attenzione i testimoni
462. Deuteronomio 13:17[509] — Brucia le città che adorano gli idoli
463. Deuteronomio 13:17[510] — Non ricostruire le città che si sono dedite all'idolatria
464. Deuteronomio 13:18[511] — Non ricevere benefici da tali città
465. Deuteronomio 14:1[512] — Non sfregiarti la pelle in segno di lutto
466. Deuteronomio 14:1[513] — Non strapparti i capelli in segno di lutto
467. Deuteronomio 14:3[514] — Non mangiare carne di animali destinati al sacrificio e successivamente diventati inadatti a esso
468. Deuteronomio 14:11[515] — Esamina i segni dei volatili per valutare se siano kosher o non kosher
469. Deuteronomio 14:19[516] — Non mangiare insetti volanti non kosher
470. Deuteronomio 14:21[517] — Non mangiare la carne di animali che sono morti in maniera diversa dalla macellazione rituale
471. Deuteronomio 14:22[518] — Accantona la decima parte di quanto prodotto nel terzo anno dalla tua semente (Ma'aser Sheni)
472. Deuteronomio 14:28[519] — Separa le decime per i poveri ogni terzo e sesto anno del ciclo settennale
473. Deuteronomio 15:2[520] — Nell'anno sabbatico rinuncia ai tuoi crediti
474. Deuteronomio 15:2[521] — Non esigere i crediti durante il settimo anno
475. Deuteronomio 15:3[522] — Nell'anno sabbatico puoi insistere con l'idolatra perché ti paghi
476. Deuteronomio 15:7[523] — Non trattenere la carità per i poveri
477. Deuteronomio 15:8[524] — Fai la carità (tzedakah)
478. Deuteronomio 15:9[525] — Non astenerti dal prestare immediatamente prima del settimo anno per timore di perdere i soldi
479. Deuteronomio 15:14[526] — Consegna doni mentre liberi un servitore
480. Deuteronomio 15:13[527] — Non mandare via un servo a mani vuote
481. Deuteronomio 15:19[528] — Non mettere al lavoro animali primogeniti consacrati
482. Deuteronomio 15:19[529] — Non tosare il primogenito consacrato
483. Deuteronomio 16:3[530] — Non mangiare pane lievitato (chamez) la sera del 14 di Nisan (vigilia di Pesach)
484. Deuteronomio 16:4[531] — Non lasciare nulla delle offerte festive del giorno 14 sino al giorno 16 (Nisan)
485. Deuteronomio 16:14[532] — Sii allegro in occasione delle tre feste (porta un'offerta di pace)
486. Deuteronomio 16:16[533] — Visita il Tempio a Pesach, Shavuot e Sukkot
487. Deuteronomio 16:16[534] — Non presentarti al Tempio senza offerte
488. Deuteronomio 16:18[535] — Si nominino dei giudici
489. Deuteronomio 16:21[536] — Non piantare alcun albero vicino all'altare del Signore
490. Deuteronomio 16:22[537] — Non erigere alcuna stele in pubblico per adorare idoli
491. Deuteronomio 17:1[538] — Non sacrificare un animale con un'imperfezione temporanea
492. Deuteronomio 17:11[539] — Ci si comporti secondo le regole dettate dal Sinedrio
493. Deuteronomio 17:11[540] — Non contravvenire a quanto deciso dal Sinedrio
494. Deuteronomio 17:15[541] — Si nomini un re a capo d'Israele
495. Deuteronomio 17:15[542] — Non nominare re un non ebreo né un convertito
496. Deuteronomio 17:16[543] — Il re non possieda troppi cavalli
497. Deuteronomio 17:16[544] — Non risiedere permanentemente in Egitto
498. Deuteronomio 17:17[545] — Il re non abbia troppe mogli
499. Deuteronomio 17:17[546] — Il re non possieda troppo oro e argento
500. Deuteronomio 17:18[547] — Il re scriva un rotolo della Torah (Sefer Torah) da se stesso
501. Deuteronomio 18:1[548] — La Tribù di Levi non possieda terra in Israele, ma altre città in cui abitare
502. Deuteronomio 18:1[549] — I Leviti non prendano alcuna parte del bottino di guerra
503. Deuteronomio 18:3[550] — Dài la spalla, le mascelle e lo stomaco degli animali macellati al Sacerdote
504. Deuteronomio 18:4[551] — Riserva al Sacerdote le primizie del tuo frumento, del tuo mosto e del tuo olio e le primizie della tosatura delle tue pecore (Terumah Gedolah)
505. Deuteronomio 18:4[552] — Metti da parte i primi frutti raccolti e portali al Sacerdote, al Tempio
506. Deuteronomio 18:6-8[553] — I Sacerdoti tengano turni per il servizio al Signore (e che siano uguali durante le festività)
507. Deuteronomio 18:10[554] — Non entrare in trance per prevedere il futuro e cose simili
508. Deuteronomio 18:10[555] — Non compiere atti di magia
509. Deuteronomio 18:11[556] — Non fare incantesimi
510. Deuteronomio 18:11[557] — Non evocare i morti
511. Deuteronomio 18:11[558] — Non consultare medium
512. Deuteronomio 18:11[559] — Non consultare gli spiriti
513. Deuteronomio 18:15[560] — Ascolta i Profeti che parlano in Nome del Signore (e secondo la lettera della Torah)
514. Deuteronomio 18:20[561] — Non profetizzare falsamente nel nome di Dio
515. Deuteronomio 18:22[562] — Non avere pietà o paura dei falsi profeti
516. Deuteronomio 19:3[563] — Si stabiliscano le sei città rifugio (per colpevoli involontari) e le strade per raggiungerle
517. Deuteronomio 19:13[564] — Il giudice non abbia pietà di un omicida o di un aggressore durante un processo
518. Deuteronomio 19:14[565] — Non spostare i limiti del campo illegalmente
519. Deuteronomio 19:15[566] — Non considerare sufficiente il resoconto di un solo testimone
520. Deuteronomio 19:17[567] — Un testimone non faccia da giudice in un processo per un crimine capitale
521. Deuteronomio 19:19[568] — Si puniscano le false testimonianze con le stesse pene dell'imputato
522. Deuteronomio 20:1,3[569] — Non temere il nemico in tempo di guerra
523. Deuteronomio 20:2[570] — Nomina un Sacerdote che parli coi soldati durante la guerra
524. Deuteronomio 20:10[571] — Offri condizioni di pace agli abitanti di una città durante l'assedio, e trattali secondo le leggi della Torah se essi le accetteranno
525. Deuteronomio 20:16[572] — Non permettere che alcuno di loro rimanga in vita
526. Deuteronomio 20:17[573] — Distruggi le sette nazioni idolatre di Canaan
527. Deuteronomio 20:19[574] — Non abbattere alberi da frutto neppure durante una battaglia
528. Deuteronomio 21:4[575] — Si spezzi il collo a un vitello presso la valle del fiume quando non si trovano colpevoli di un omicidio
529. Deuteronomio 21:4[576] — Non lavorare né piantare presso la valle del fiume dove è stata compiuta la cerimonia di espiazione per un omicidio irrisolto
530. Deuteronomio 21:11[577] — Rispetta le leggi della donna catturata in battaglia
531. Deuteronomio 21:14[578] — Non vendere una donna come schiava quando non la desideri più
532. Deuteronomio 21:14[579] — Non ridurre in schiavitù la donna con cui hai avuto una relazione
533. Deuteronomio 21:18[580] — Non essere un figlio ribelle
534. Deuteronomio 21:22[581] — Il tribunale appenda i lapidati per blasfemia o idolatria
535. Deuteronomio 21:23[582] — Si seppellisca il condannato a morte il giorno stesso in cui è stato ucciso
536. Deuteronomio 21:23[583] — Non rimandare la sepoltura oltre la notte
537. Deuteronomio 22:1[584] — Restituisci gli oggetti smarriti
538. Deuteronomio 22:3[585] — Non ignorare un oggetto smarrito
539. Deuteronomio 22:4[586] — Aiuta chiunque a risistemare il carico sulle proprie bestie
540. Deuteronomio 22:4[587] — Non lasciare che gli altri si estenuino con i propri carichi (piuttosto aiutali a caricare oppure scaricare)
541. Deuteronomio 22:5[588] — L'uomo non si vesta da donna
542. Deuteronomio 22:5[589] — La donna non si vesta da uomo
543. Deuteronomio 22:6[590] — Se trovi un nido con uccellini o uova "non staccare" la madre [volatile/uccello] dai propri figli
544. Deuteronomio 22:7[591] — Manda via la madre prima di svuotarle il nido
545. Deuteronomio 22:8[592] — Non lasciare buche o ostacoli sulla tua proprietà
546. Deuteronomio 22:8[593] — Costruisci un parapetto attorno al tuo terrazzo, perché non sia di pericolo ad altri
547. Deuteronomio 22:9[594] — Non mangiare frutti di semi differenti piantati in una stessa vigna (Kil'ayim)
548. Deuteronomio 22:9[595] — Non piantare in una vigna una miscela di semi diversi
549. Deuteronomio 22:10[596] — Non far lavorare insieme animali differenti allo stesso giogo
550. Deuteronomio 22:11[597] — Non indossare vestiti fatti di lana e lino insieme (shaatnez)
551. Deuteronomio 22:13[598] — Contrai matrimonio secondo ketubah e kiddushin
552. Deuteronomio 22:19[599] — Il marito che sospetti ingiustamente la moglie d'infedeltà le resti sposato
553. Deuteronomio 22:19[600] — Non si divorzi da una moglie accusata ingiustamente di infedeltà
554. Deuteronomio 22:24[601] — Il tribunale applichi la pena di morte per lapidazione, secondo la colpa
555. Deuteronomio 22:29[602] — Chi seduce una vergine si senta obbligato a sposarla (se lei è d'accordo)
556. Deuteronomio 22:29[603] — Non ripudiare mai la donna che hai costretto a sposarti
557. Deuteronomio 23:2[604] — Non permettere a un eunuco di prendere moglie tra il popolo ebreo
558. Deuteronomio 23:2[605] — Un giudice che ha presentato un'assoluzione in appello non deve presentare un'argomentazione di condanna nei casi capitali
559. Deuteronomio 23:3[606] — Non permettere a un bastardo (mamzer) di prendere moglie tra il popolo ebreo
560. Deuteronomio 23:4[607] — Non permettere a un Moabita o a un Ammonita di prendere moglie tra gli ebrei
561. Deuteronomio 23:7[608] — Non offrire la pace agli Ammoniti ed ai Moabiti durante l'assedio
562. Deuteronomio 23:8-9[609] — Non vietare all'egiziano convertito della terza generazione di prendere moglie tra il popolo ebreo
563. Deuteronomio 23:8-9[610] — Non impedire all'idumeo convertito della terza generazione di prendere moglie tra il popolo ebreo
564. Deuteronomio 23:11[611] — Le persone impure non accedano al campo del Leviti e nell'area del Monte del Tempio
565. Deuteronomio 23:13[612] — Organizza delle latrine al di fuori degli accampamenti
566. Deuteronomio 23:14[613] — Predisponi un badile per ogni soldato, col quale egli possa scavare
567. Deuteronomio 23:16[614] — Non riconsegnare al padrone un ebreo rifugiato presso di te
568. Deuteronomio 23:15-17[615] — Non molestare uno servitore fuggito e rifugiato presso di te
569. Deuteronomio 23:18[616] — Non avere rapporti sessuali con una donna prima del matrimonio
570. Deuteronomio 23:19[617] — Non portare in dono il compenso di una prostituta né il ricavato per la vendita di un cane
571. Deuteronomio 23:20[618] — Non prendere un prestito a usura
572. Deuteronomio 23:21[619] — Presta e prendi a prestito con l'interesse solo dagli idolatri
573. Deuteronomio 23:22[620] — Non tardare a soddisfare un voto fatto al Signore
574. Deuteronomio 23:24[621] — Mantieni quanto promesso e quanto dichiarato dalla tua bocca
575. Deuteronomio 23:25[622] — Il lavoratore salariato può mangiare, senza portarne via, dalla vigna del suo padrone
576. Deuteronomio 23:25[623] — Il lavoratore non prenda più di quanto possa mangiare
577. Deuteronomio 23:26[624] — Il lavoratore non mangi mentre presta servizio
578. Deuteronomio 24:1[625] — In caso di divorzio, scrivi un atto di ripudio
579. Deuteronomio 24:4[626] — Un divorziato non si risposi con la propria moglie se lei nel frattempo è stata sposata con un altro
580. Deuteronomio 24:5[627] — Colui che ha preso moglie, costruito casa o piantato una vigna, abbia un anno per rallegrarsi di ciò che possiede
581. Deuteronomio 24:5[628] — Non esigere da uno sposo al suo primo anno di matrimonio alcun obbligo civile né militare
582. Deuteronomio 24:6[629] — Non prendere in pegno utensili atti a preparare il cibo
583. Deuteronomio 24:8[630] — Il lebbroso (metzora) non rimuova i segni della sua impurità
584. Deuteronomio 24:10[631] — Il creditore non prenda pegno dal debitore
585. Deuteronomio 24:12[632] — Non ritardarne la restituzione quando necessaria
586. Deuteronomio 24:13[633] — Restituisci il pegno al debitore quando ne ha bisogno
587. Deuteronomio 24:15[634] — Paga il salario il giorno stesso che è guadagnato
588. Deuteronomio 24:16[635] — I parenti dei contendenti non testimonino
589. Deuteronomio 24:17[636] — Non chiedere pegno a una vedova
590. Deuteronomio 24:17[637] — Il giudice non distorca un caso che coinvolga un convertito od un orfano
591. Deuteronomio 24:19[638] — Lascia i mannelli dimenticati nel campo
592. Deuteronomio 24:19[639] — Non tornare a riprendere i prodotti che hai dimenticato nel campo
593. Deuteronomio 25:2[640] — Il tribunale deve fustigare il malfattore
594. Deuteronomio 25:3[641] — Il tribunale non infligga una pena superiore a quanto prescritto
595. Deuteronomio 25:4[642] — Non mettere la museruola al bue durante la trebbiatura
596. Deuteronomio 25:5[643] — L'uomo sposi la vedova del proprio fratello se questa è senza figli (Levirato)
597. Deuteronomio 25:5[644] — La vedova senza figli non si risposi fino a quando non saranno risolti i legami con i fratelli del marito
598. Deuteronomio 25:9[645] — Se il fratello non vuole sposare la vedova senza figli del proprio fratello si faccia la cerimonia della chalitzah per permetterle di sposare altri
599. Deuteronomio 25:12[646] — Cerca di salvare chi è inseguito da qualcuno per essere ucciso; non avere pietà del persecutore (→Numeri 35:30[647])
600. Deuteronomio 25:13[648] — Non possedere metri e pesi imprecisi anche se non sono utilizzati
601. Deuteronomio 25:17[649] — Ricorda ciò che Amalek fece al popolo ebraico quando uscì dall'Egitto
602. Deuteronomio 25:19[650] — Distruggi la discendenza di Amalek
603. Deuteronomio 25:19[651] — Non dimenticare le atrocità e gli agguati di Amalek durante il viaggio dall'Egitto attraverso il deserto
604. Deuteronomio 26:5[652] — Leggi la sezione di Torah opportuna durante l'offerta delle primizie
605. Deuteronomio 26:13[653] — Dichiara al Signore al quarto e al settimo anno quanto hai prelevato con le decime
606. Deuteronomio 26:14[654] — Non mangiare la decima triennale durante il lutto stretto
607. Deuteronomio 26:14[655] — Non mangiare la decima triennale se sei impuro (Ma'aser Sheni)
608. Deuteronomio 26:14[656] — Non mangiare durante il lutto, né togli nulla quando sei immondo e non dare nulla per un cadavere (Ma'aser Sheni)
609. Deuteronomio 22:26[657] — Il tribunale non punisca chi sia stato costretto a compiere un delitto
610. Deuteronomio 28:9[658] — Cammina sulle Sue vie
611. Deuteronomio 31:12[659] — Raduna il popolo al termine dell'anno sabatico affinché ascolti e metta in pratica le parole di questa legge
612. Deuteronomio 31:19[660] — Ogni ebreo scriva un rotolo (Sefer) della Torah
613. Deuteronomio 32:38[661] — Non mangiare o bere alcunché che sia stato offerto in sacrificio agli idoli.